# Philosophie de Friedrich Nietzsche
Pour un article plus général, voir Friedrich Nietzsche.
La philosophie de Friedrich Nietzsche est essentiellement une généalogie critique de la culture occidentale moderne et de l'ensemble de ses valeurs morales (issues de l'interprétation chrétienne du monde), politiques (la démocratie, l'égalitarisme), philosophiques (le platonisme et toutes les formes de dualisme métaphysique) et religieuses (le christianisme). Cette critique procède d'un projet de dévaluer ces valeurs et d'en instituer de nouvelles dépassant le ressentiment et la volonté de néant qui ont dominé l'histoire de l'Europe sous l'influence du christianisme ; ceci notamment par l'affirmation d'un éternel retour du même et par le dépassement de l'humanité et l'avènement du surhumain. L'exposé de ses idées prend dans l'ensemble une forme aphoristique ou poétique.
Peu reconnu de son vivant, son influence a été et demeure centrale sur la littérature et la philosophie contemporaine de tendance continentale, notamment l'existentialisme et la philosophie postmoderne ; mais Nietzsche a également suscité durant les années 2010 l'intérêt de philosophes analytiques, ou de langue anglaise, qui en soutiennent une lecture naturaliste remettant en cause une appropriation par la philosophie continentale jugée problématique,.
Alors que Nietzsche est souvent associé, abusivement, au fatalisme et au nihilisme, il considérait lui-même son projet comme une tentative de surmonter le pessimisme d’Arthur Schopenhauer. Sa réponse à ce courant est plus ambiguë que celle, par exemple, de l'absurde camusien ou de l’existentialisme.

## Biographie

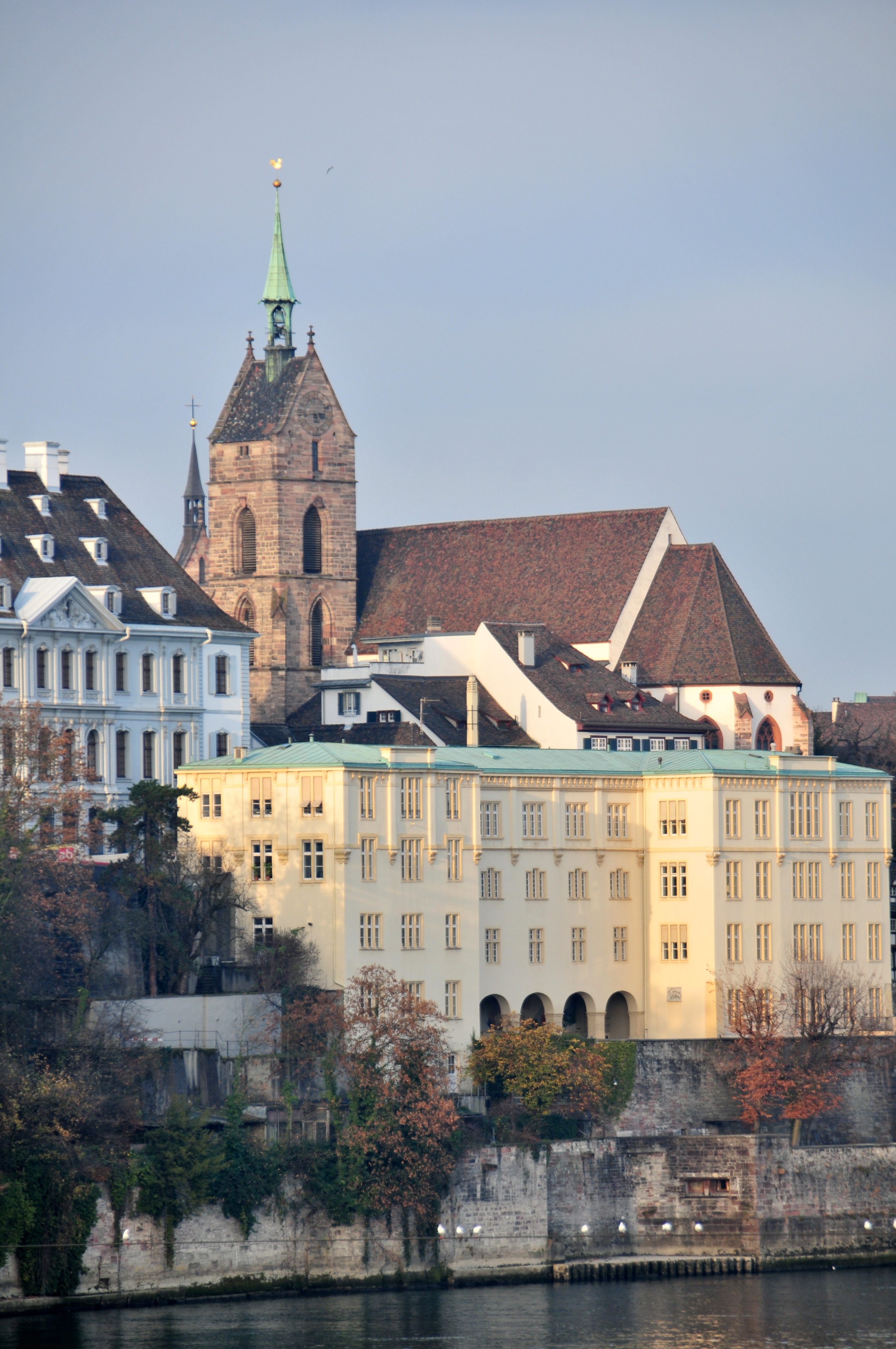
L'université de Bâle, où Friedrich Nietzsche devient professeur de philologie grecque en 1869.

Né en 1844, Nietzsche devient professeur de philologie grecque à l'université de Bâle à l'âge de 24 ans. Il obtient un congé en 1876 pour raisons de santé et démissionnera trois ans plus tard. Les dix années suivantes, il publie à un rythme rapide ses œuvres majeures. En 1889, il sombre progressivement dans la démence et passe les dix dernières années de sa vie dans un état mental quasi végétatif.

## Présentation générale de son œuvre

### Naturalisme et réévaluation
La pensée de Nietzsche présente deux aspects majeurs : c’est une enquête naturaliste sur l’ensemble des valeurs humaines (morales, intellectuelles, religieuses, esthétiques, etc.) que Nietzsche explique en termes d'instincts, d'affects et de pulsions (en allemand : Trieb) ; c'est également une critique de ces mêmes valeurs, une tentative pour les réévaluer,.

#### Un naturalisme méthodologique
Dans ses recherches sur la nature des phénomènes humains, qui occupent ses œuvres de maturité à partir de Humain, trop humain (1878), Nietzsche adopte une forme de naturalisme qualifiée de méthodologique par certains commentateurs : par naturalisme, on entend l’idée que l’enquête philosophique doit se développer en continuité avec les sciences naturelles. Cette interprétation s’appuie sur l'utilisation que Nietzsche fait d'auteurs tel que Wilhelm Roux, et sur des passages tel que :

« […] ce que l’on comprend aujourd’hui de l’homme n’excède pas ce que l’on peut comprendre de lui en tant que machine. »

Mais ce qui caractérise particulièrement ce naturalisme, c'est le rejet de toutes les formes de « surnaturalisme » (moral ou religieux) qui placent l’esprit au-dessus de la nature et qui font de lui un principe explicatif des phénomènes humains par une causalité spirituelle (comme l’âme ou la volonté qui serait au principe de nos actions). Or, pour Nietzsche, l’esprit n’explique rien, et ce n’est qu’à partir des sciences empiriques que la philosophie peut spéculer sur la nature humaine et fournir des explications de tout ce qui est humain :

« Replonger l’homme dans la nature ; faire justice des nombreuses interprétations vaniteuses aberrantes et sentimentales qu’on a griffonnées sur cet éternel texte primitif de l’homme naturel […]. »

Partageant avec le matérialisme allemand qui lui est contemporain l’idée que l’homme est un produit de la nature, Nietzsche s’efforce de rendre compte du phénomène humain en termes psycho-physiologiques, ce qui se traduit chez lui par une théorie des types. Brian Leiter a ainsi formulé et résumé cette théorie :

« Toute personne a une constitution psycho-physiologique fixée qui la définit comme un type particulier de personne. »

Par exemple, l’un des traits typiques les plus célèbres est la Volonté de puissance qui joue un rôle explicatif fondamental, puisque, selon Nietzsche, 

« Toute bête […] tend instinctivement vers un optimum de conditions favorables au milieu desquelles elle peut déployer sa force et atteindre la plénitude du sentiment de sa puissance ; […]. »

Selon cette méthodologie, toute personne adopte alors nécessairement les valeurs qui forment la philosophie du type de personne qu'elle est. Les traits psychologiques qui caractérisent ces personnes sont donc comme des faits naturels, et ces faits expliquent les idées et les valeurs qui apparaissent. Les explications des idées et des valeurs humaines se présenteront alors sous la forme suivante :

« Les croyances intellectuelles d’une personne s’expliquent par ses croyances morales ; ses croyances morales sont expliquées par des traits naturels caractéristiques du type de personne qu’elle est. »

Ce naturalisme ne doit cependant pas être réduit à une conception matérialiste, cette dernière étant explicitement rejetée par Nietzsche. Les faits psychologiques, soutient Nietzsche, peuvent être expliqués en termes physiologiques ; mais cela ne conduit pas nécessairement à soutenir que les faits psychologiques ne sont rien d’autre que des faits physiologiques. Dans l'expression « naturalisme méthodologique », l’adjectif « méthodologique » signifie donc que Nietzsche n’adopte pas la forme substantielle de naturalisme qu'est le matérialisme, mais qu'il explique néanmoins les phénomènes humains d'après les sciences de la nature. Ce rejet du substantialisme laisse ouverte la possibilité de spéculer sur la nature humaine en ne la fixant pas définitivement dans les termes des sciences de la nature, ce qui laisse également ouverte la possibilité d'une réévaluation des valeurs, l’autre aspect majeur de la pensée nietzschéenne :

« […] l’homme est un animal dont les qualités ne sont pas encore fixées. »

Ce que des commentateurs récents nomment le naturalisme de Nietzsche est donc son rejet de toutes les formes de transcendances qui ne peuvent que falsifier la compréhension historique et psychologique de l'homme ; Nietzsche les remplace par le projet, qu'il nomme généalogie, d'une explication de l'homme comme être entièrement corporel et animal dirigé par des pulsions et des affects qui expliquent ses croyances. Nietzsche est ainsi en ce sens un philosophe de la nature humaine et a pu de ce fait être rapproché de David Hume et de Freud.

#### Réévaluation des valeurs
Le second aspect principal de la pensée de Nietzsche est la réévaluation des valeurs, au premier rang desquelles les valeurs morales et métaphysiques (le bien et le vrai, par exemple), qu'il soumet à la méthode généalogique. Ce projet se manifeste, depuis La Naissance de la tragédie jusqu'à ses dernières œuvres, par la recherche des conditions et des moyens de l'ennoblissement et de l'élévation de l'homme. Aussi nombre de commentateurs ont-ils souligné que le thème fondamental et constant de la pensée de Nietzsche, à travers les nombreuses variations de ses écrits, est le problème de la culture — ou « élevage », problème qui comprend la question de la hiérarchie et de la détermination des valeurs propres à favoriser cette élévation.
Nietzsche pense que tous les idéaux, qu'ils soient religieux, philosophiques ou politiques, ont la même finalité, celle d'inventer un au-delà meilleur que l'ici-bas et d'imaginer des valeurs « transcendantes ». Nier le vrai réel au nom de fausses réalités au lieu de l'assumer et de le vivre tel qu'il est. C'est cela que Nietzsche nomme le « nihilisme ».

### Problèmes généraux posés par l'œuvre

#### Son évolution
Au cours de sa vie, Nietzsche a exprimé cette volonté d'une élévation de l'homme de diverses manières. Elle se rencontre soit sous la forme d’une métaphysique d'artiste, soit d’une étude historique des sentiments et des représentations morales humaines, soit enfin sous la forme d’une affirmation de l'existence tragique, au travers des notions de « Volonté de puissance », « d'Éternel Retour » et de « surhumain ».
L'œuvre de Nietzsche a parfois été divisée en trois périodes, en mettant en avant la prééminence de l'un ou l'autre de ces thèmes.
Cette périodisation a été contestée notamment par Mazzino Montinari et Paolo D'Iorio d'après une analyse basée sur les cahiers manuscrits de Nietzsche et elle est progressivement abandonnée. Cette discussion souligne une difficulté pour l'interprétation des textes de Nietzsche : le devenir de la pensée de Nietzsche demeure un fait difficile à appréhender et à restituer pour tous les commentateurs, difficulté qui fut accrue par les premières éditions des fragments posthumes.

#### Problème des fragments posthumes
Nietzsche a laissé de nombreux cahiers de notes, représentant quelques milliers de pages qui ont maintenant toutes été publiées et traduites en français. Le problème que posent ces textes est de savoir quelle place leur donner dans l’interprétation de sa pensée. Certains commentateurs en ont fait une expression de sa philosophie, au même titre que les œuvres publiées. Dans cette idée, des notions peu présentes dans ces dernières peuvent se retrouver mises en avant, comme ces notions jugées fondamentales que sont la Volonté de puissance, l’Éternel Retour et le surhumain (le concept allemand « Übermensch » n'est pas genré mais désigne une forme supérieure d'humanité, il doit par conséquent rigoureusement être traduit par « surhumain » et non « surhomme »). De nombreux commentateurs ont ainsi écrit des études reposant très largement sur ces textes posthumes (par exemple Heidegger, Pierre Montebello, Barbara Stiegler).
D’autres, en revanche, comme Karl Schlechta, tenant compte du fait que les fragments de Nietzsche ne sont souvent que des ébauches de ses œuvres publiées, et qu’il a en outre manifesté le souhait de voir ses carnets détruits après sa mort, estiment que ces textes ne peuvent pas être légitimement utilisés pour déterminer exactement la pensée de Nietzsche. Ces textes qu'il a laissés de côté seraient obsolètes, et ils ne pourraient tout au plus qu’éclairer la genèse des livres de Nietzsche qui, seuls, expriment la pensée de ce dernier.

#### Sa forme
Ces difficultés de lecture des œuvres de Nietzsche sont encore accentuées par la forme stylistique qu’il a choisie à partir de Humain, trop humain. Il décide en effet d'exposer sa pensée sous la forme d'aphorismes qui se suivent plus ou moins thématiquement, ou qu'il regroupe par chapitre. Nietzsche a donné plusieurs explications à ce choix. Ces explications touchent autant le travail de l'exposition de la pensée que celui de la réception de cette pensée par un lecteur.
Dans le premier cas, il s'agit d'éviter d'écrire des traités systématiques, alors que toute pensée est, pour Nietzsche, toujours en devenir. La forme rigide du traité détruit la vie de la pensée, tandis que l'aphorisme conserve quelque chose de la spontanéité philosophique. Dans le second cas, il s'agit d'interdire l'accès aux textes à un lecteur pressé qui ne voudrait pas se donner la peine de repenser ce qu'il lit. Ainsi explique-t-il dans Ainsi parlait Zarathoustra au discours Lire et écrire : « Celui qui écrit en aphorismes et avec du sang, celui-là ne veut pas être lu, mais appris par cœur ». Nietzsche décrit ainsi ses textes comme un labyrinthe dont on doit trouver le fil qui mènera à travers tous les aphorismes. On peut toutefois remarquer que Nietzsche a au contraire écrit ses dernières œuvres avec le souci d'être compris.

#### Problème pour l’exposition
À la suite de ces difficultés de lecture des œuvres de Nietzsche, plusieurs méthodes d'exposition de sa pensée sont utilisées. Certains, comme Eugen Fink, retracent le développement intellectuel de Nietzsche, en soulignant la relative autonomie de chaque période ; d'autres, comme Heidegger, privilégient l'étude des notions de la dernière période de Nietzsche, notions considérées comme l'expression de la maturité de son activité philosophique. L'étude du devenir de la pensée de Nietzsche étant loin d'être achevée, cet article exposera les thèmes qui ont été constamment considérés comme les plus importants dans l'ensemble de l'histoire de la réception de ses œuvres, tout en évoquant la genèse de certains d'entre eux.

## Volonté de puissance, perspectivisme et interprétation
Le concept de Volonté de puissance est, pour de nombreux commentateurs (Heidegger, M. Haar par exemple), l'un des concepts centraux de la pensée de Nietzsche, dans la mesure où il est pour lui un instrument de description du monde, d'interprétation de phénomènes humains comme la morale et l'art (interprétation connue sous le nom de généalogie (en)), et d'une réévaluation de l'existence visant un état futur de l'humanité (le surhumain). C'est pourquoi il est souvent utilisé pour exposer l'ensemble de sa philosophie.

### Volonté vers la puissance
Par la notion de Volonté de puissance, Nietzsche entend proposer une interprétation de la réalité dans son ensemble.

#### Traits généraux
Volonté de puissance est la traduction devenue usuelle de l'expression allemande Wille zur Macht. Cette expression forgée par Nietzsche signifie littéralement « volonté vers la puissance », ce que met en évidence l'utilisation du datif allemand pour exprimer une tension interne dans l'idée même de volonté. En effet, il ne s'agit pas de vouloir la puissance comme si, dans une conception psychologisante, la puissance était un objet posé à l'extérieur de la volonté. Nietzsche écarte ce sens traditionnel de la notion de volonté, et lui substitue l'idée qu'il y a quelque chose dans la volonté qui affirme sa puissance. Dans cette idée, la volonté de puissance désigne un impératif interne d'accroissement de puissance, une loi intime de la volonté exprimée par l'expression « être plus » : cet impératif pose alors une alternative pour la Volonté de puissance, devenir plus ou dépérir.
Cette conception de la volonté et de la puissance conduit à exclure le recours à des notions comme l'« unité » et l'« identité » pour décrire ce qui existe et en déterminer l’essence : si tout ce qui est Volonté de puissance doit devenir plus, il n'est en effet pas possible pour un être de demeurer dans ses propres limites. La notion de Volonté de puissance ne désigne donc, ni ne constitue l’unité ou l’identité, d’une chose. Au contraire, pour toute réalité, être « volonté de puissance », c'est ne jamais pouvoir être identique à soi et être toujours porté au-delà de « soi ».
Ce devenir plus, cette manière de devoir toujours aller au-delà de soi, n'est cependant pas arbitraire, mais se produit selon une orientation, que Nietzsche nomme structure, et qui est donc une structure de croissance qui définit et fait comprendre comment une réalité devient ; c'est cette structure qui est sa réalité agissante, individuelle, qui est sa volonté de puissance :

« Le nom précis pour cette réalité serait la volonté de puissance ainsi désigné d'après sa structure interne et non à partir de sa nature protéiforme, insaisissable, fluide. »

— Par-delà bien et mal, § 36
Ce mouvement se conçoit en outre pour Nietzsche comme une exigence d'assimilation, de victoires contre des résistances : cette idée introduit l'idée de « force ». La volonté de puissance est ainsi constituée de forces dont elle est la structure. La Volonté de puissance s'accroît ainsi par l'adversité des forces dont elle est constituée, ou décroît en cherchant cependant toujours d'autres moyens de s'affirmer.
Cette idée de structure d'une Volonté de puissance, qui en fait une ontologie de la relation, possède également une dimension pathologique associée au sentiment de puissance que Nietzsche avait commencé à thématiser dès Aurore.

«  La vie  […] tend à la  sensation d'un maximum de puissance ; elle est essentiellement l'effort vers plus de puissance ; sa réalité la plus profonde, la plus intime, c'est ce vouloir. »

Cette dimension affective est présente en tout vivant, mais Nietzsche l’étend également à l’inorganique, conçu comme une forme plus rudimentaire de Volonté de puissance. Cette affectivité introduit dans l’idée de volonté de puissance (organique ou inorganique) une dimension affective fondamentale (désignée par le terme de pathos), qui ne relève pas de l'expression d'un jeu de forces structurées, mais d’une disposition inhérente à toute Volonté de puissance à se déployer d'une certaine manière : 

« La volonté de puissance ne peut se manifester qu'au contact de résistances ; elle recherche ce qui lui résiste. »

Ainsi se trouvent liées en une même notion les idées d'être plus (extériorisation ou manifestation de la volonté de puissance), de structure (relations entre des forces) et d'affectivité.
Pour Luc Ferry, la volonté de puissance de Nietzsche n'est pas le goût du pouvoir ou le désir d'occuper une place importante, mais le désir profond d'une intensité maximum de vie. Pour cela, cette volonté cherche à éviter les déchirements internes qui, tel le sentiment de culpabilité et de ressentiment, diminuent notre puissance psychique et physiologique.

#### Mot de l'être
Devenir plus, structure et pathos sont les principales qualités que Nietzsche attribue à une Volonté de puissance. Ces qualités permettent de décrire ce qui est. La Volonté de puissance décrit donc de cette manière toute la réalité. Elle n'est pourtant pas un principe ; structure et être plus de ce qui devient, elle n'en est pas en effet l'origine radicale. En tant que description du monde, elle reste, selon Heidegger, un concept métaphysique puisqu'elle qualifie la vie en sa totalité, ce que Nietzsche formule ainsi :

« L’essence la plus intime de l’être est la volonté de puissance. »

Toute vie est donc pour Nietzsche Volonté de puissance, et il n'y a d'être qu'en tant que Volonté de puissance. Dans cette perspective, le monde est un ensemble de volontés de puissance, une multitude. Cette description générale du devenir pose cependant une difficulté jugée fondamentale pour la compréhension de la volonté de puissance : la volonté de puissance est-elle le devenir ou son essence ? La difficulté soulevée par cette question est que, dans la mesure où Nietzsche paraît décrire une structure interne, la volonté de puissance semble devoir être comprise de manière essentialiste ; or, un tel essentialisme reconduirait la division entre un monde phénoménal et un arrière-monde à laquelle Nietzsche s'oppose explicitement.
Mais une telle compréhension exclut toute recherche d'un inconditionné derrière le monde, et de cause derrière les êtres (« fondement », « substance ») : car c'est en tant que nous interprétons que nous concevons le monde comme Volonté de puissance. L'énoncé sur l'essence doit être rapporté à une forme de perspectivisme pour éviter de faire de la Volonté de puissance une substance ou un être. Ceci suppose que d'autres interprétations sont possibles. Mais, tout en refusant un dogmatisme de l'être, Nietzsche refuse également le relativisme qui pourrait découler de sa thèse du perspectivisme de la Volonté de puissance : celle-ci est en effet également un critère de la valeur, de la hiérarchie même des valeurs

#### Pathos et structure
Pour Nietzsche, la volonté de puissance possède donc un double aspect : elle est un pathos fondamental et une structure.
Aussi une volonté de puissance peut-elle s'analyser comme une relation interne d'un conflit, comme structure intime d'un devenir, et non seulement comme le déploiement d'une puissance : Le nom précis pour cette réalité serait la volonté de puissance ainsi désigné d'après sa structure interne et non à partir de sa nature protéiforme, insaisissable, fluide. La volonté de puissance est ainsi la relation interne qui structure un jeu de forces (une force ne pouvant être conçue en dehors d'une relation). De ce fait, elle n'est ni un être, ni un devenir, mais ce que Nietzsche nomme un pathos fondamental, pathos qui n'est jamais fixe (ce n'est pas une essence), et qui par ce caractère fluide peut être défini par une direction de la puissance, soit dans le sens de la croissance soit dans le sens de la décroissance. Ce pathos, dans le monde organique, s'exprime par une hiérarchie d'instincts, de pulsions et d'affects, qui forment une perspective interprétative d'où se déploie la puissance et qui se traduit par exemple par des pensées et des jugements de valeur correspondants.

#### Volonté de puissance comme interprétation
Pensée par Nietzsche comme la qualité fondamentale d'un devenir, la Volonté de puissance permet d'en saisir la structure (ou type), et, partant, d'en décrire la perspective. En ce sens, la Volonté de puissance n'est pas un concept métaphysique mais un instrument interprétatif (selon Jean Granier, contre l'interprétation de Heidegger). Dès lors, pour Nietzsche, il s'agit de déterminer ce qui est interprété, qui interprète et comment.

##### Corps comme fil conducteur
Nietzsche prend pour point de départ de son interprétation le monde qu'il considère comme nous étant donné et le mieux connu, à savoir le corps. Il prend ainsi, jusqu'à un certain point, le contre-pied de Descartes, pour qui notre esprit (notre réalité pensante) nous est le mieux connu. Toutefois, l'idée de Nietzsche n'est pas totalement opposée à la pensée cartésienne, puisque selon lui nous ne connaissons rien d'autre que le monde de nos sentiments et de nos représentations, ce qui peut se comparer à l'intuition de notre subjectivité chez Descartes. Ainsi le corps n'est-il pas pour Nietzsche en premier lieu le corps objet de la connaissance scientifique, mais le corps vécu : notre conception de l'être est une abstraction de notre rythme physiologique.
Toute connaissance, comme Kant l'avait déjà établi avant Nietzsche, doit prendre pour point de départ la sensibilité. Mais, au contraire de Kant, Nietzsche tient, comme Arthur Schopenhauer, que les formes de notre appréhension de l'existence relèvent en premier lieu de notre organisation physiologique (et de ses fonctions : nutrition, reproduction), tandis que les fonctions jugées traditionnellement plus élevées (la pensée) n'en sont que des formes dérivées.
Aussi, pour Nietzsche, nous ne pouvons rien connaître autrement que par analogie avec ce qui nous est donné, toute connaissance est une reconnaissance, une classification, qui se retrouve dans les choses ce que nous y avons mis, et qui reflète notre vie la plus intime (nos pulsions, la manière dont nous sommes affectés par les choses et comment, de là, nous les jugeons). Le monde dans son ensemble, lorsque nous tentons une synthèse de nos connaissances pour le caractériser, n'est jamais que le monde de notre perspective, qui est une perspective vivante, affective. C'est pourquoi Nietzsche peut dire du monde qu'il est Volonté de puissance, dès lors qu'il a justifié que l'homme, en tant qu'organisme, est Volonté de puissance. Pour Nietzsche, nous ne pouvons faire autrement que de projeter cette conception de l'être qui nous appartient du fait que nous vivons, et cela entraîne également pour conséquence que la connaissance est interprétation, puisqu'une connaissance objective signifierait concevoir une connaissance sans un sujet vivant. En conséquence, l'être n'est pas d'abord l'objet d'une quête de vérité, l'être est, pour l'homme, de la manière la plus intime et immédiate, vie ou existence.
À partir de ce perspectivisme, Nietzsche estime que toute science (en tant que schématisation quantitative) est dérivée nécessairement de notre rapport qualitatif au monde, elle en est une simplification, et répond à des besoins vitaux :

« […] nous nous rendons compte de temps en temps, non sans en rire, que c'est précisément la meilleure des sciences qui prétend nous retenir le mieux dans ce monde simplifié, artificiel de part en part, dans ce monde habilement imaginé et falsifié, que nolens volens cette science aime l'erreur, parce qu'elle aussi, la vivante, aime la vie ! »

Dans un premier temps, à l'époque des Considérations inactuelles, Nietzsche avait déduit de ce point de départ que nous ne pouvons comprendre la matière autrement que comme douée de qualités spirituelles, essentiellement la mémoire et la sensibilité, ce qui signifie que nous anthropomorphisons spontanément la nature. Il avait ainsi tenté de dépasser d'un seul coup le matérialisme et le spiritualisme qui opposent tous deux la matière et la conscience d'une manière qui demeure inexpliquée. Or, Nietzsche supprimait ici le problème, en posant « l'esprit » comme matière. Avec le développement de la notion de Volonté de puissance, Nietzsche ne rompt pas avec cette première thèse de sa jeunesse, puisque les qualités attribuées à cette puissance sont généralisables à l'ensemble de ce qui existe ; de ce fait, Nietzsche suppose que l'inorganique pourrait posséder, comme toute vie, sensibilité et conscience, du moins dans un état plus primitif. Cette thèse peut faire penser à la conception antique (aristotélicienne et stoïcienne) de la nature, qui fait naître un être plus complexe d'un état antérieur (par exemple, l'âme-psychè naît de la physis en en conservant les qualités).

##### Interprétation, apparence et réalité
Cette méthode interprétative implique une réflexion de fond à propos des concepts traditionnels de réalité et d'apparence. En effet, puisque Nietzsche s'en tient à un strict sensualisme (qui nécessite toutefois une interprétation), la réalité devient l'apparence, l'apparence est la réalité : « Je ne pose donc pas "l'apparence" en opposition à la "réalité", au contraire, je considère que l'apparence, c'est la réalité. »
Mais de ce fait, les concepts métaphysiques de réalité et d'apparence, et leur opposition, se trouvent abolis :

« Nous avons aboli le monde vrai : quel monde restait-il ? Peut-être celui de l'apparence ?… Mais non ! En même temps que le monde vrai, nous avons aussi aboli le monde des apparences ! »

Pour Nietzsche : 

« La « réalité » réside dans le retour constant de choses égales, connues, apparentées, dans leur caractère logicisable, dans la croyance qu'ici nous calculons et pouvons supputer. »

Autrement dit, la réalité qui nous est « donnée » est déjà un résultat qui n'apparaît que par une perspective, structure de la volonté de puissance que nous sommes. La pensée de Nietzsche est donc une pensée de la réalité comme interprétation, reposant sur une thèse sensualiste, tout ceci supposant que toute interprétation n'existe qu'en tant que perspective. À partir de cette thèse perspectiviste, la question qui se pose à Nietzsche (comme elle s'était posée à Protagoras, cf. le dialogue de Platon) est de savoir si toutes les perspectives (ou interprétations) se valent. La généalogie vient répondre à cette question.

### Une notion polémique et programmatique
La Volonté de puissance est un instrument d'interprétation de ce qui est, mais elle doit permettre également de déterminer une échelle de valeurs. Elle est donc aussi le point de départ du projet de Nietzsche de réévaluer les valeurs traditionnelles de la métaphysique par l'adoption d'une perspective nouvelle sur les valeurs humaines produites jusqu'ici. Ceci doit, d'une part, entraîner l'abolition des valeurs idéalistes platonico-chrétiennes, et, d'autre part, entraîner un mouvement antagoniste au développement de l'histoire sous l'influence de Platon, mouvement qui conduirait alors à une réévaluation de la vie.

#### Conceptions du vivant
Par la volonté de puissance, Nietzsche s'oppose à la tradition philosophique depuis Platon, tradition dans laquelle on trouve deux manières de saisir l'essence du vivant : le Conatus, chez Spinoza (le fait de « persévérer dans l'être ») et le vouloir-vivre chez Schopenhauer (Nietzsche fut conquis par la philosophie de Schopenhauer avant de la critiquer). Mais chez Nietzsche, vivre n'est en aucune façon une conservation (« Les physiologistes devraient réfléchir avant de poser que, chez tout être organique, l’instinct de conservation constitue l’instinct cardinal. Un être vivant veut avant tout déployer sa force. La vie même est volonté de puissance, et l’instinct de conservation n’en est qu’une conséquence indirecte et des plus fréquentes » (Nietzsche, Par delà bien et mal, 13)).

#### En morale
Nietzsche s'oppose également, par cette notion de Volonté de puissance, aux philosophies faisant du bonheur le Bien Suprême, et de sa recherche le but de toute vie, et notamment aux philosophies eudémonistes antiques. Il s'opposait également aux philosophies hédonistes qui faisaient du plaisir le Souverain Bien ainsi qu'à l'épicurisme. Cette position se retrouve notamment dans cette déclaration :

« il n'est pas vrai que l'homme recherche le plaisir et fuit la douleur : on comprend à quel préjugé illustre je romps ici (…). Le plaisir et la douleur sont des conséquences, des phénomènes concomitants ; ce que veut l'homme, ce que veut la moindre parcelle d'un organisme vivant, c'est un accroissement de puissance. Dans l'effort qu'il fait pour le réaliser, le plaisir et la douleur se succèdent ; à cause de cette volonté, il cherche la résistance, il a besoin de quelque chose qui s'oppose à lui… »

#### Libération à l'égard de la métaphysique
Finalement, Nietzsche se propose de modifier par la Volonté de puissance les fondements de toutes les philosophies passées, dont le caractère dogmatique est contraire à son perspectivisme, et de renouveler la question des valeurs que nous attribuons à certaines notions (comme la vérité, le bien) et à notre existence, en posant la question de savoir ce qui fait la valeur propre d'une perspective : quelle est par exemple la valeur de la volonté de vérité?
La question qui découle pour Nietzsche de cette mise en question est de savoir si l'on peut établir, à la suite de cette critique, une nouvelle hiérarchie des interprétations et sur quelles bases. Nietzsche n'est ainsi pas tant un prophète ou un visionnaire, dont une notion comme la Volonté de puissance serait le message, mais il se comprend lui-même comme le précurseur de philosophes plus libres, tant à l'égard des valeurs morales que des valeurs métaphysiques.

« Ma volonté survient toujours en libératrice et messagère de joie. Vouloir affranchit : telle est la vraie doctrine de la volonté et de la liberté […]. Volonté, c'est ainsi que s'appellent le libérateur et le messager de joie […] que le vouloir devienne non-vouloir, pourtant mes frères vous connaissez cette fable de folie ! Je vous ai conduits loin de ces chansons lorsque je vous ai enseigné : la volonté est créatrice. »

Au-delà de ses aspects critiques, la Volonté de puissance, en tant qu'interprétation de la réalité, a donc des aspects positifs et créateurs, qui se traduiront dans la pensée de l'éternel retour et dans l'aspiration à un état futur de l'homme, le surhumain.

## Psychologie et généalogie de la morale
La notion de Volonté de puissance, qui est la qualité générale de tout devenir, doit permettre une interprétation de toutes les réalités en tant que telles. Elle synthétise un ensemble de règles méthodologiques qui sont le résultat de réflexions qui s'étendent des années 1860 à la fin de 1888. Mais cette notion ne prétend pas à la systématisation (Nietzsche a d'ailleurs abandonné pour cette raison l'idée d'un exposé de sa philosophie de la Volonté de puissance ; cf. Volonté de puissance), car elle a beaucoup évolué, mais on peut néanmoins dégager des lignes directrices permettant d'exposer la pensée de Nietzsche dans son ensemble.
Un des aspects les plus connus est son application au problème de l'origine de la morale, sous le nom de généalogie. Cette application de la méthode à la morale permet de comprendre comment Nietzsche analyse les hiérarchies pulsionnelles en jeu dans toute perspective morale, ce qui est proprement la méthode généalogique. Les questions qui se posent sont alors du type : quel type d'hommes a besoin de telles évaluations morales ? À quelle morale tel philosophe ou tel métaphysicien veut-il en venir, et à quel besoin cela répond-il ? 

« Je me suis rendu compte peu à peu de ce que fut jusqu'à présent toute grande philosophie : la confession de son auteur, une sorte de mémoires involontaires et insensibles ; et je me suis aperçu aussi que les intentions morales ou immorales formaient, dans toute philosophie, le véritable germe vital d'où chaque fois la plante entière est éclose. On ferait bien en effet (et ce serait même raisonnable) de se demander, pour l'élucidation de ce problème : comment se sont formées les affirmations métaphysiques les plus lointaines d'un philosophe ? — on ferait bien, dis-je, de se demander à quelle morale veut-on en venir ? »

Ces analyses des structures pulsionnelles et affectives forment ainsi un projet de reformulation, à la lumière de la Volonté de puissance, de la psychologie traditionnelle qui était fondée sur le statut privilégié accordé à la conscience.

### Statut de la psychologie
En réfutant le primat de la conscience, Nietzsche est amené à développer une psychologie des profondeurs (dont tout le premier chapitre de Par-delà bien et mal en est un exemple) qui met au premier plan la lutte ou l'association des instincts, des pulsions et des affects, la conscience n'étant qu'une perception tardive des effets de ces jeux de forces infra conscients. Ce que Nietzsche nomme généalogie (en) sera alors la recherche régressive partant d'une interprétation (par exemple, l'interprétation morale du monde) pour remonter à sa source de production, c’est-à-dire au pathos fondamental qui la rend nécessaire.
Les jugements métaphysiques, moraux, esthétiques, deviennent ainsi des symptômes de besoins, d'instincts, d'affects le plus souvent refoulés par la conscience morale, pour lesquels la morale est un masque, une déformation de l'appréciation de soi et de l'existence. In fine, cela revient à faire reposer l'analyse sur la détermination de la Volonté de puissance d'un type. À ce titre, l'individu n'est pas examiné par Nietzsche pour lui-même, mais en tant qu'expression d'un système hiérarchisé de valeurs.
Cette méthode amène donc à poser des questions du genre : quelle structure pulsionnelle, incarnée par tel ou tel homme, conduit à tel type de jugements ? À quel besoin cela répond-il, à quelle Volonté de puissance ? Veut-on, par la morale, discipliner des instincts, et dans ce cas, dans quel but ? Ou veut-on les anéantir, et dans ce cas, est-ce parce qu'ils sont jugés néfastes, dangereux, est-ce parce qu'ils sont, en tant que phénomènes naturels, l'objet de haine et de ressentiment ? Le premier cas peut être l'expression d'un besoin de croissance, le second d'une logique d'auto-destruction.
Dans Par-delà bien et mal, Nietzsche expose cette généalogie, conception approfondie et renouvelée par la thèse de la Volonté de puissance (exposé au § 36) de la philosophie historique, et il considère la psychologie comme reine des sciences, tout en soulignant ce qui distingue sa conception de la psychologie traditionnelle :

« Toute la psychologie s'est arrêtée jusqu'à présent à des préjugés et à des craintes morales : elle n'a pas osé s'aventurer dans les profondeurs. Oser considérer la psychologie comme morphologie et comme doctrine de l'évolution dans la volonté de puissance, ainsi que je la considère — personne n'y a encore songé, même de loin : autant, bien entendu, qu'il est permis de voir dans ce qui a été écrit jusqu'à présent un symptôme de ce qui a été passé sous silence. La puissance des préjugés moraux a pénétré profondément dans le monde le plus intellectuel, le plus froid en apparence, le plus dépourvu d'hypothèses — et, comme il va de soi, cette influence a eu les effets les plus nuisibles, car elle l'a entravé et dénaturé. Une psycho-physiologie réelle est forcée de lutter contre les résistances inconscientes dans le cœur du savant, elle a « le cœur » contre elle. […] Et le psychologue qui fait de tels « sacrifices » — ce n'est pas le sacrifizio del intelletto, au contraire ! — aura, tout au moins, le droit de demander que la psychologie soit de nouveau proclamée reine des sciences, les autres sciences n'existant qu'à cause d'elle, pour la servir et la préparer. Mais, dès lors, la psychologie est redevenue la voie qui mène aux problèmes fondamentaux. »

Si cette nouvelle psychologie repose, en 1886, sur l'hypothèse de la Volonté de puissance, l'idée du conflit des instincts n'est pas née de celle-ci. Dès 1880, des fragments vont dans ce sens, et la Volonté de puissance en tant qu'idée apparaît bien avant d'être nommée. L'expression Volonté de puissance permet de synthétiser cet ensemble.

#### L'observation psychologique
Comme cela a été signalé, la Volonté de puissance est une notion qui n'est pas d'emblée présente dans l'œuvre de Nietzsche. Pour rendre compte de l'évolution de la pensée de Nietzsche, il faut partir des hypothèses qu'il pose et des notions qu'il utilise avant la période dite de maturité. Il en va de même pour la psychologie, puisque le développement de cette dernière apparaît significatif surtout à partir de Humain, trop humain, c'est-à-dire en 1878, quand il rompt de manière consciente avec son milieu culturel. Influencé par Paul Rée, Nietzsche lit alors avec intérêt les moralistes français (La Rochefoucauld, Chamfort, etc.) ; il lit également des ouvrages contemporains de psychologie, à quoi il faut ajouter des études de sociologie, d'anthropologie, et des travaux sur la théorie de la connaissance, tel que celui de Lange (Histoire du matérialisme), où l'on trouve une discussion du statut scientifique de la psychologie. La pensée de Nietzsche, en ce qui concerne la psychologie, se développe donc d'une part d'après l'observation des hommes (les maximes de La Rochefoucauld par exemple, ou ses observations personnelles dont il souligne le caractère particulier, relatif, et souvent provisoire), et dialogue d'autre part avec des réflexions épistémologiques contemporaines.

#### Existence humaine
L'observation psychologique est ainsi particulièrement présente dans Humain, trop humain et Aurore ; Nietzsche souhaite alors jeter les bases d'une philosophie historique, en procédant à un genre d'analyse chimique de nos représentations et sentiments moraux, préfigurant ce qui deviendra la généalogie. Il analyse les comportements humains, sous l'influence de La Rochefoucauld ou de Voltaire (à qui Humain, trop humain est dédié) et peut-être aussi de Hobbes, et ramène souvent les mobiles de l'action et de la pensée humaine à la vanité et au sentiment de puissance. Si certaines de ses peintures sont de cette manière des tableaux de moraliste de l'existence humaine, certains thèmes, comme ce sentiment de puissance, mais aussi les différentes sortes de morales, sont des premières formulations des théories majeures qu'il développera plus tard. Cette étape de son œuvre peut être considérée comme une série d'essais plus ou moins aboutis pour décrire l'homme, ses motivations et la nature de ses relations sociales (aphorismes sur l'amitié, sur l'État, les femmes, etc.).

### Généalogie de la morale
C'est à partir de 1886 que Nietzsche exposera de manière plus ordonnée le résultat de ses recherches, en tant que méthode généalogique, en particulier dans Par-delà bien et mal, et sous forme de dissertations dans la Généalogie de la morale. Des éléments de cette généalogie sont toutefois déjà présents dans Humain, trop humain (par exemple, les différentes origines de la morale, ou le caractère de palliatif, et non de remède véritable, de la religion) et dans Aurore (la moralité des mœurs comme source de la civilisation, ou encore le sentiment de puissance qui guide l'homme jusque dans la morale).
Ces résultats peuvent être résumés grâce aux expositions schématiques que Nietzsche lui-même en a faites. Ainsi, à la question sur l'origine de la morale, il répond que toutes les valeurs morales se ramènent à deux systèmes d'origine différente : la morale des faibles et la morale des forts. Le terme origine ne désigne pas ici l'apparition historique de ces systèmes, mais le type de création dont ils sont le résultat, si bien que l'origine, au sens de Nietzsche, est ce à partir de quoi l'histoire se détermine, et non un événement quelconque de l'histoire universelle.
Pour parvenir à ce résultat, Nietzsche a procédé à une généalogie comportant plusieurs moments, exposés dans la première dissertation de la Généalogie de la morale : il a recherché dans le langage les premières expressions de ce qui a été jugé bon ; puis, suivant l'évolution du sens des mots bon et mauvais, il a montré le processus d'intériorisation de ces valeurs dont la signification était tout d'abord principalement matérielle ; enfin, remontant d'une évaluation morale donnée à ses conditions d'expression, il a distingué deux manières fondamentales de créer des valeurs morales.

#### Interprétation généalogique des jugements moraux
Le point de départ de la méthode généalogique est linguistique : se posant la question de l'origine de la morale, Nietzsche demande : où trouve-t-on les premières notions de bon et mauvais, et que signifient-elles ? Écartant l'interprétation utilitariste, Nietzsche met en avant que ce sont les aristocrates de toutes sociétés qui se sont désignés en premier lieu eux-mêmes comme bons, et que ce terme, d'une manière simple et spontanée, désigne la richesse, la beauté, les plaisirs de l'activité physique, la santé, en un mot, l'excellence. Le mot bon désigne ainsi les hommes de la caste la plus élevée, celle des guerriers. De ce fait, il ne désigne pas ce que nous entendons par là aujourd'hui, en particulier, un bon n'est pas un homme altruiste, charitable, accessible à la pitié.
L'analyse historique et linguistique débouche ainsi sur une recherche d'ordre sociologique : les premières évaluations morales dépendent et sont l'expression d'un rang. Néanmoins, Nietzsche ne reprend pas à son compte les théories contemporaines, telles que celle de l'influence du milieu de Taine, car s'il faut tenir compte des déterminations sociales, la société ne peut servir de principe explicatif intégral. Il renomme d'ailleurs cette science d'après son interprétation généalogique (théorie des formes de domination) qu'il juge première relativement à la sociologie et à la psychologie de son temps.

##### Hiérarchies sociales
La question est ainsi pour Nietzsche la suivante : dans quelle mesure les castes d'une société permettent-elles le développement d'une espèce particulière de jugements moraux ? Nietzsche distingue typologiquement plusieurs types de jugements moraux en fonction des situations sociales possibles (guerriers, prêtres, esclaves, etc.) :

« Si la transformation du concept politique de la prééminence en un concept psychologique est la règle, ce n'est point par une exception à cette règle (quoique toute règle donne lieu à des exceptions) que la caste la plus haute forme en même temps la caste sacerdotale et que par conséquent elle préfère, pour sa désignation générale, un titre qui rappelle ses fonctions spéciales. C'est là que par exemple le contraste entre « pur » et « impur » sert pour la première fois à la distinction des castes ; et là encore se développe plus tard une différence entre « bon » et « mauvais » dans un sens qui n'est plus limité à la caste. »

La situation sociale permet à un sentiment de puissance de se distinguer par des formes qui lui sont propres, et qui, primitivement, possèdent des expressions spontanées et entières peu intériorisées. De cet examen des castes, Nietzsche dégage alors une première grande opposition :

« On devine avec combien de facilité la façon d'apprécier propre au prêtre se détachera de celle de l'aristocratie guerrière, pour se développer en une appréciation tout à fait contraire ; le terrain sera surtout favorable au conflit lorsque la caste des prêtres et celle des guerriers se jalouseront mutuellement et n'arriveront plus à s'entendre sur le rang. Les jugements de valeurs de l'aristocratie guerrière sont fondés sur une puissante constitution corporelle, une santé florissante, sans oublier ce qui est nécessaire à l'entretien de cette vigueur débordante : la guerre, l'aventure, la chasse, la danse, les jeux et exercices physiques et en général tout ce qui implique une activité robuste, libre et joyeuse. La façon d'apprécier de la haute classe sacerdotale repose sur d'autres conditions premières : tant pis pour elle quand il s'agit de guerre. »

Nietzsche ramène par la suite toute morale à deux types fondamentaux qui correspondent originellement à l'opposition dominant/dominé. Il faut écarter l'idée que les dominants, ceux qui créent en premier lieu les valeurs, seraient uniquement des guerriers : la genèse des valeurs dégagée par Nietzsche énonce clairement un conflit entre le monde de l'activité physique et celui de l'activité intellectuelle (c'est-à-dire de la volonté de puissance intériorisée). Aussi Nietzsche voit-il d'abord une dispute sur la question du rang des valeurs entre les guerriers et les prêtres.
Du fait que cette compréhension de la morale permet la constitution de types, elle ne doit pas être réduite à la réalité des hiérarchies sociales : une hiérarchie sociale est une condition première de la création d'une évaluation, mais, selon Nietzsche, les évaluations peuvent devenir indépendantes de leur terrain de naissance. L'origine fait comprendre comment une valeur est née, elle ne fait pas encore comprendre pourquoi elle s'est perpétuée. En conséquence, un esclave, au sens de Nietzsche (un faible), peut très bien être un maître, dans un sens plus prosaïque, c'est-à-dire posséder du pouvoir et des richesses. Les hiérarchies sociales permettent seulement de comprendre comment des types moraux ont été rendus possibles, et la question reste de savoir quel type d'hommes les ont ensuite transmis (et par quels nouveaux moyens).
Quant aux types, ce sont des interprétations généalogiques que l'on ne rencontre pas telles quelles dans la réalité (des traits typiques opposés peuvent par exemple se trouver liés).

##### Les deux sources de la morale
Il y a donc, selon Nietzsche, une dualité fondamentale en morale, dualité qu'il avait déjà formulée clairement dans Humain, trop humain et Aurore : la morale des forts et la morale des faibles, cette dernière trouvant son origine dans son opposition à la première.

##### Morale des faibles et ressentiment
La morale des faibles se caractérise par son ressentiment ; Nietzsche en décrit ainsi le mécanisme psychologique :

« Lorsque les opprimés, les écrasés, les asservis, sous l'empire de la ruse vindicative de l'impuissance, se mettent à dire : « Soyons le contraire des méchants, c'est-à-dire bons ! Est bon quiconque ne fait violence à personne, quiconque n'offense, ni n'attaque, n'use pas de représailles et laisse à Dieu le soin de la vengeance, quiconque se tient caché comme nous, évite la rencontre du mal et du reste attend peu de chose de la vie, comme nous, les patients, les humbles et les justes. »- Tout cela veut dire en somme, à l'écouter froidement et sans parti pris : « Nous, les faibles, nous sommes décidément faibles ; nous ferons donc bien de ne rien faire de tout ce pour quoi nous ne sommes pas assez forts. » - Mais cette constatation amère, cette prudence de qualité très inférieure que possède même l'insecte (qui, en cas de grand danger, fait le mort, pour ne rien faire de trop), grâce à ce faux monnayage, à cette impuissante duperie de soi, a pris les dehors pompeux de la vertu qui sait attendre, qui renonce et qui se tait, comme si la faiblesse même du faible - c'est-à-dire son essence, son activité, toute sa réalité unique, inévitable et indélébile - était un accomplissement libre, quelque chose de volontairement choisi, un acte de mérite. Cette espèce d'homme a un besoin de foi au « sujet » neutre, doué du libre arbitre, et cela par un instinct de conservation personnelle, d'affirmation de soi, par quoi tout mensonge cherche d'ordinaire à se justifier. » »

La morale des faibles est donc l'expression de ce ressentiment : le ressentiment est l'affect d'une volonté vaincue qui cherche à se venger, c'est-à-dire qu'il est le symptôme d'une vie décroissante, qui ne s'est pas épanouie. Cette vengeance s'exprimera par des valeurs créées pour lutter contre les forts, en dévalorisant leur puissance (le fort devient le méchant par opposition au bon). Ainsi, selon Nietzsche, la pitié, l'altruisme et toutes les valeurs humanitaires, sont en fait des valeurs par lesquelles on se nie soi-même pour se donner l'apparence de la bonté morale et se persuader de sa supériorité, mais sous ces valeurs illusoires fermente une haine impuissante qui se cherche un moyen de vengeance et de domination. Le christianisme, l'anarchisme, le socialisme, etc. sont des exemples de morales du ressentiment.

« La révolte des esclaves dans la morale commence lorsque le ressentiment lui-même devient créateur et enfante des valeurs : le ressentiment de ces êtres, à qui la vraie réaction, celle de l'action, est interdite et qui ne trouvent de compensation que dans une vengeance imaginaire. Tandis que toute morale aristocratique naît d'une triomphale affirmation d'elle-même, la morale des esclaves oppose dès l'abord un « non » à ce qui ne fait pas partie d'elle-même, à ce qui est « différent » d'elle, à ce qui est son « non-moi » : et ce non est son acte créateur. Ce renversement du coup d'œil appréciateur - ce point de vue nécessairement inspiré du monde extérieur au lieu de reposer sur soi-même - appartient en propre au ressentiment : la morale des esclaves a toujours et avant tout besoin, pour prendre naissance, d'un monde opposé et extérieur : il lui faut, pour parler physiologiquement, des stimulants extérieurs pour agir ; son action est foncièrement une réaction. »

##### Morale des forts
En sens contraire, la morale des forts exalte la puissance, c'est-à-dire l'égoïsme, ou plaisir d'être soi, la fierté, l'activité libre et heureuse. Ces valeurs sont essentiellement le résultat d'une spiritualisation de l'animalité qui peut alors s'épanouir heureusement. Ainsi, en Grèce, la sexualité est-elle exprimée dans les cultes de Dionysos et dans l'art ; chez Platon, le désir de savoir est la conséquence d'une spiritualisation de l'instinct de reproduction. La morale des faibles agit en sens contraire, en cherchant à détruire à la racine tous les instincts, par haine de la vie, c'est-à-dire par suite d'une violence intériorisée qui ne peut s'exprimer que sous la forme négative de la destruction de soi (c'est le mauvais de la morale aristocratique). Par contraste, ce qui caractérisera le mieux une morale de forts, ce sera sa capacité d'élever des hommes cultivés, inventifs, actifs, doués d'une volonté forte et constructive.
On ne doit pas cependant ignorer que les forts, dans l'histoire, sont tout d'abord (terme souligné par Nietzsche dans le premier aphorisme de la neuvième partie de Par-delà bien et mal) des hommes violents, mais cette violence n'est pas d'une même sorte que la violence du faible, qui lui aussi veut la puissance, mais par d'autres moyens. La violence du fort est spontanée et sans arrière-pensées, elle n'est pas vindicative, tandis que la violence du faible est calculée, et c'est une violence au service du ressentiment, c'est-à-dire de la haine. Bien que la force ne soit pas chez Nietzsche nécessairement exprimée par la violence, et, qu'en outre, la spiritualisation des instincts les plus agressifs soit la forme la plus haute de la culture, il reste que la « spontanéité » du fort est en premier lieu particulièrement cruelle, quelle que soit la civilisation considérée :

« Cette « audace » des races nobles, audace folle, absurde, spontanée ; la nature même de leurs entreprises, imprévues et invraisemblables - Périclès célèbre surtout la ῥαθυμία des Athéniens - ; leur indifférence et leur mépris pour toutes sécurités du corps, pour la vie, le bien-être ; la gaieté terrible et la joie profonde qu'ils goûtent à toute destruction, à toutes les voluptés de la victoire et de la cruauté : - tout cela se résumait pour ceux qui en étaient les victimes, dans l'image du « barbare », de « l'ennemi méchant », de quelque chose comme le « Vandale ». »

Cette violence n'est pas une fin en soi, mais est le socle de l'élévation humaine, sans lequel l'homme se renie et se mutile en tant qu'animal. L'ensemble des instincts qui font voir la proximité de l'homme avec la bête doit être, pour Nietzsche, spiritualisé, car cette spiritualisation est une augmentation de la volonté de puissance, par exemple dans la création artistique. Ainsi, lorsqu'il examine le processus d'élévation du fort, Nietzsche, qui a souligné la barbarie première de ce fort, ne met pas en avant la force physique, mais bien l'âme. Et, dans Ainsi parlait Zarathoustra, il s'adresse ainsi aux hommes violents :

« Le beau est imprenable pour toute volonté violente. […]
Et je n'exige la beauté de personne comme de toi, homme violent : que ta bonté soit la dernière de tes victoires sur toi-même. […]
Car ceci est le secret de l'âme : c'est seulement quand le héros l'a quittée que s'approche d'elle en silence — le surhéros. — »

La violence du faible est en revanche pour Nietzsche problématique, si elle domine : c'est une violence cruelle, une violence pour la vengeance, et elle ne se laisse pas facilement convertir en activités créatrices, mais se transforme plus aisément en systèmes de cruauté, i.e. en religions ou en morales visant à abattre l'existence même de ce qui est différent.
Il faut alors souligner l'importance de cette opposition des deux morales qui structurent l'histoire de l'Occident : tout ce qui est fort a créé ce qui est bon, la philosophie et l'art grecs, ce qui est faible a créé la religion monothéiste et son système de répression de la force qui est encore le nôtre aujourd'hui. La question qui se pose à Nietzsche est donc de savoir comment un tel système a pu se développer à partir du ressentiment et de l'intériorisation de la volonté de puissance.

#### Intériorisation
L'impossibilité pour les castes soumises à une discipline sévère et pour les peuples soumis d'extérioriser librement leurs forces ne fait pas disparaître ces forces. Nous trouvons dans le second cas l'origine du ressentiment des valeurs morales. Nietzsche met ici au jour un phénomène « prémoral » qui consiste au retournement des forces vers l'intérieur : intériorisation qui va permettre le développement de l'âme et l'approfondissement de la psyché humaine en une variété de types inconnus jusqu'alors.
Les pulsions naturelles de conquête, opprimées par des facteurs extérieurs (État, éducation…) se retournent contre l'individu opprimé, en lui-même, créant un malaise, dont l'origine lui reste inconnue, qu'il va rationaliser en termes de faute, mauvaise conscience et culpabilité.

#### Interprétation religieuse
Ce phénomène d'intériorisation est diversement interprété. Il reçoit en particulier une interprétation religieuse, et, dans le cas du ressentiment des faibles, l'intériorisation, qui est une cause de souffrances morales et physiques, va trouver dans le christianisme une interprétation en tant que péché.

##### Invention de la culpabilité
Selon Nietzsche, en effet, l'inversion morale des valeurs par les faibles, ne suffit pas à expliquer la puissance avec laquelle elle s'est imposée dans l'histoire. Il y faut encore l'intervention du prêtre, dont nous avons vu qu'il s'oppose, dans une rivalité de castes, au guerrier (et au politique). L'invention du prêtre chrétien est la réinterprétation de la souffrance en tant que culpabilité de celui qui souffre : alors que la faute était rejetée sur le méchant, c'est maintenant pour ses propres fautes que le faible souffre.
- Judaïsme et christianisme.

##### Problème de la souffrance
L'interprétation religieuse de l'existence permet à Nietzsche de dégager deux attitudes fondamentales face à la souffrance, qu'il résume par la formule : Dionysos contre le Crucifié.
La première attitude consiste à percevoir la souffrance comme un stimulant pour la vie ; la tragédie grecque en est un exemple. La seconde attitude consiste à se replier sur soi, à réagir, en sorte que l'on ne puisse plus agir. De ce fait, l'interprétation de la souffrance est ainsi en même temps une évaluation de la réalité.

### Nihilisme et décadence
« L'invité le plus inquiétant se tient à notre porte. »[réf. nécessaire]
Selon Nietzsche, le rapport de l'homme au monde, tant en ce qui concerne la volonté (désirs, aspirations, espoirs) que l'entendement et la raison (métaphysique, connaissance) fut jusqu'ici essentiellement le résultat de jugements moraux nés du ressentiment d'impuissants qui disent « non » à la réalité et la vie, tout en se parant des plus hautes vertus de la morale. C'est cette idée qu'il exprime, dans le Crépuscule des idoles : « […] il y eut des moralistes conséquents avec eux-mêmes: ils voulaient l'homme différent, à savoir vertueux, ils le voulaient à leur image, à savoir cagot; c'est pour cela qu'ils niaient le monde. » Et, plus loin : « La morale, dans la mesure où elle condamne dans l'absolu, et non au regard de la vie, par égard pour la vie, ou en regard des intentions de la vie, est une erreur intrinsèque… »[réf. incomplète] La théologie assura la pérennité de cette détermination morale de l'existence, et la philosophie s'en fit l'auxiliaire. Nul philosophe, en effet, ne s'interrogea sur la valeur de la vérité ; cette valeur fut toujours pour ainsi dire donnée par définition, et il en fut de même pour le bien[réf. nécessaire].
Que peuvent alors signifier de tels jugements ? Dans la mesure où ils se construisent en opposition à l'apparence, ils ne peuvent signifier que le néant : Dieu, l'être, le bien et tout pensée de l'en soi, de l'absolu, sont les symptômes d'une même volonté de vaincre le devenir, associés au néant, d'une volonté d'en finir qui, paradoxalement en apparence, se mettent à créer des valeurs. Ces valeurs, cependant, expriment la grande lassitude, l'épuisement de l'homme face au monde. Cela s'exprime de diverses manières dans le monde moderne : la guerre, l'ennui, le désœuvrement, la recherche d'excitations morbides ou de plus en plus violentes (alcool, érotisme), la recherche d'activités abrutissantes (travail), la vie au jour le jour et inconsistante de la vie publique intellectuelle (journalisme, opportunisme des universitaires rémunérés), les conflits psychiques (névrose, hystérie), etc.[réf. souhaitée]
C'est pourquoi, le nihilisme est selon Nietzsche l'événement majeur de l'Europe, il en est même le destin depuis Platon. Mais ce nihilisme éclate aujourd'hui[Quand ?][réf. souhaitée] : il exprimerait alors un tournant historique dans la hiérarchie des valeurs reçues jusqu'ici. Cet éclatement du nihilisme pourrait être résumé par la formule célèbre : « Dieu est mort. », car si Dieu est mort, la morale n'a plus de fondement, bien que l'ombre du dieu mort (son influence axiologique) agisse encore fortement sur des hommes même athées : 

« La question du nihilisme « à quoi bon ? » part de l'usage qui fut courant jusqu'ici, grâce auquel le but semblait fixé, donné, exigé du dehors - c'est-à-dire par une quelconque autorité supra-humaine. Lorsque l'on eut désappris de croire en celle-ci, on chercha, selon un ancien usage, une autre autorité qui sût parler un langage absolu et commander des fins et des tâches. L'autorité de la conscience est maintenant en première ligne un dédommagement pour l'autorité personnelle (plus la morale est émancipée de la théologie, plus elle devient impérieuse). Ou bien c'est l'autorité de la raison. Ou l'instinct social (le troupeau). Ou encore l'histoire avec son esprit immanent, qui possède son but en elle et à qui l'on peut s'abandonner. (La Volonté de puissance, I, 3). »

La critique de la métaphysique, en réfutant l'idée de la pensée d'un en soi, d'un être absolu, contribue à précipiter la crise nihiliste, en l'amenant à son point extrême où l'on ne peut esquiver de penser le problème hiérarchique des valeurs qui, privées de leur fondement, entrent en contradiction avec le monde dans lequel nous vivons : nos valeurs sont devenues insoutenables, et sources de contradictions psychiques.
Le nihilisme signifie alors que les anciennes valeurs sont dépréciées. Ainsi, la critique de la métaphysique révèle-t-elle le nihilisme des valeurs humaines. Mais Nietzsche distingue plusieurs types de nihilisme, selon la force ou la faiblesse qui l'inspire.

#### Les deux formes du nihilisme
Tout d'abord, Nietzsche distingue deux types de nihilisme :

« Le nihilisme, une condition normale. Nihilisme : le but fait défaut ; la réponse à la question « pourquoi ? » - Que signifie le nihilisme ? Que les valeurs supérieures se déprécient. Il peut être un signe de force, la vigueur de l'esprit peut s'être accrue au point que les fins que celui-ci voulut atteindre jusqu'à présent (« convictions », « articles de foi ») paraissent impropres car une foi exprime généralement la nécessité de conditions d'existence, une soumission à l'autorité d'un ordre de choses qui fait prospérer et croître un être, lui fait acquérir de la force… ; d'autre part le signe d'une force insuffisante à s'ériger un but, une raison d'être, une foi. Il atteint le maximum de sa force relative comme force violente de destruction : comme nihilisme actif. Son opposé pourrait être le nihilisme fatigué qui n'attaque plus : sa forme la plus célèbre est le bouddhisme, qui est un nihilisme passif, avec des signes de faiblesse ; l'activité de l'esprit peut être fatiguée, épuisée, en sorte que les fins et les valeurs préconisées jusqu'à présent paraissent impropres et ne trouvent plus créance, en sorte que la synthèse des valeurs et des fins (sur quoi repose toute culture solide) se décompose et que les différentes valeurs se font la guerre : une désagrégation… ; alors tout ce qui soulage, guérit, tranquillise, engourdit, vient au premier plan, sous des travestissements divers, religieux ou moraux, politiques ou esthétiques, etc. Le nihilisme représente un état pathologique intermédiaire (- pathologique est l'énorme généralisation, la conclusion qui n'aboutit à aucun sens -) : soit que les forces productrices ne soient pas encore assez solides, - soit que la décadence hésite encore et qu'elle n'ait pas encore inventé ses moyens. »

Lorsque le nihilisme consiste à dévaluer le monde naturel au nom d'un monde suprasensible, Nietzsche parle d'un nihilisme des faibles : le monde ne devrait pas exister pour le faible qui n'est pas capable de maîtriser les choses, de mettre un sens dans le monde. Le monde est pour lui une souffrance : il se sent supérieur à lui, et, partant, étranger au devenir. Ce nihilisme s'exprime par exemple dans le pessimisme, mais, essentiellement, il est d'origine morale, car les valeurs morales entrent en conflit avec le monde que nous vivons. C'est un nihilisme inconséquent, car il devrait logiquement aboutir à la suppression de soi : si la morale et le monde se contredisent, il faut en effet soit détruire la morale ancienne (mais pas toute morale : Nietzsche est immoraliste et non a-moraliste), soit se détruire soi-même :

« Voici venir la contradiction entre le monde que nous vénérons et le monde que nous vivons, que nous sommes. Il nous reste, soit à supprimer notre vénération, soit à nous supprimer nous-mêmes. Le second cas est le nihilisme. »

En sens contraire, le nihilisme des forts est une sorte de mue : des valeurs sont abandonnées et d'autres sont adoptées. La volonté du fort n'est pas abattue par l'absurde, mais invente de nouvelles valeurs à sa mesure. Ainsi, le dépassement du nihilisme, à travers la pensée de l'éternel retour, est-il nommé transvaluation des valeurs. Ce nihilisme conduit alors au surhumain, qui est celui qui approuve entièrement le monde du devenir, son caractère changeant et incertain : on peut dire que le surhumain est ce monde, il le vit.
De ce second sens, il est possible d'extraire encore un autre sens, réservé à l'élite des esprits libres : le nihilisme de la pensée, la négation absolue de l'être, négation qui devient selon Nietzsche la manière la plus divine de penser. Selon cette pensée, il n'y a pas du tout de vérité ; nos pensées sont alors nécessairement fausses.

#### Phénomène de la décadence
La définition la plus simple de la décadence donnée par Nietzsche est que l'on peut qualifier de décadent un être qui choisit ce qui le détruit en croyant choisir quelque chose qui accroîtrait sa puissance. Mais la décadence est loin d'être un état définitif ; au contraire, selon Nietzsche, tout être, fort ou faible, a des périodes de décadences. La décadence est ainsi un phénomène naturel et n'est pas utilisé comme condamnation morale.
L'avènement du nihilisme, et la possible décadence des sociétés modernes, mettent en jeu l'avenir de l'Europe (et non des nations, encore moins des « races »), et impliquent de ce fait une réflexion approfondie sur la civilisation moderne, en particulier dans le domaine de la politique et de la législation, le but de Nietzsche étant de comprendre les moyens de rendre possible une nouvelle civilisation qui rompe avec les anciennes valeurs de l'Occident, ainsi qu'avec ses valeurs les plus douteuses, telles que les particularismes nationaux de l'époque.

## Critique de la connaissance et de la métaphysique
L'examen des évaluations morales va permettre à Nietzsche de soutenir que ces valeurs sont non seulement des évaluations d'ordre éthique, mais qu'elles s'étendent aussi à la métaphysique et en expliquent l'origine. La question fondamentale posée par Nietzsche est ici : que signifie la volonté de vérité ? Ou bien : nous voulons la vérité, mais pourquoi pas l'erreur ?
Puisque toute connaissance est une interprétation, tous les concepts qui lui sont relatifs doivent être eux aussi réinterprétés généalogiquement. La généalogie montre l'origine des valeurs morales du ressentiment qui se sert de certaines catégories métaphysiques, telles que la Vérité, le Bien, etc. Ainsi les facultés cognitives humaines semblent-elles déterminées par une évaluation de l'existence née de la haine, c'est-à-dire d'affects réactifs dont la motivation principale est la vengeance. Connaissance et métaphysique, domaines de la spiritualité humaine en apparence d'une grande pureté, seraient donc en réalité dépendantes d'une forte affectivité sans laquelle elles n'existeraient pas :

« Vous appelez « volonté de vérité » ce qui vous pousse et vous rend ardents, vous les plus sages parmi les sages.
Volonté d'imaginer l'être : c'est ainsi que j'appelle votre volonté !
Vous voulez rendre imaginable tout ce qui est : car vous doutez avec une méfiance que ce soit déjà imaginable.
Mais tout ce qui est, vous voulez le soumettre et le plier à votre volonté. Le rendre poli et soumis à l'esprit, comme le miroir et l'image de l'esprit.
C'est là toute votre volonté, ô sages parmi les sages, c'est là votre volonté de puissance ; et aussi quand vous parlez du bien et du mal et des évaluations de valeurs. »

### Critique de la possibilité de la métaphysique
La critique nietzschéenne de la métaphysique, en tant que psychologie des profondeurs ou généalogie (dévoilant l’origine de concepts tels que vérité, être), se présente comme un aboutissement, exposé en 1886. Nietzsche critique les contradictions internes de la métaphysique par un examen que l'on pourrait qualifier de positiviste, et qui s'appuie souvent sur des arguments sceptiques.
Dans le premier chapitre du premier tome de Humain, trop humain (en 1878), il rend compte de l'impossibilité de la métaphysique, dont on prend conscience pourvu que l'on veuille bien raisonner de manière rigoureuse, c'est-à-dire de manière sceptique.

« Prenons un peu au sérieux le point de départ du scepticisme : à supposer qu'il n'existe pas de monde autre, métaphysique, et que, du seul monde connu de nous, toutes les explications empruntées à la métaphysique soient inutilisables pour nous, de quel œil verrions-nous les hommes et les choses ? »

En ce qui concerne les sceptiques, Nietzsche dira, à la fin de sa vie consciente (cf. Antéchrist) :

« Je mets à part quelques sceptiques - le seul type convenable dans toute l'histoire de la philosophie - : mais les autres ignorent les exigences élémentaires de la probité intellectuelle. »

Cette critique montre que nous n'avons aucune connaissance de quoi que ce soit en dehors de ce que nous percevons, que ce que nous percevons n'est rien d'autre que devenir, et que cette perception est une perspective. Il résulte de cette thèse qu'il ne peut y avoir de vérité absolue pour nous :

« […] ; il n'y a pas plus de données éternelles qu'il n'y a de vérités absolues. »

Cependant, dans Humain, trop humain, Nietzsche n'exclut pas qu'un monde métaphysique puisse exister ; conformément à la méthode sceptique, il admet également qu'un tel monde pourrait être prouvé :

« Il est vrai qu'il pourrait y avoir un monde métaphysique ; la possibilité absolue n'en est guère contestable. »

Néanmoins, il précisera plus tard cette dernière affirmation en la considérant sous l'angle de la preuve, en s'écartant cette fois de la pensée sceptique :

« - il est absolument impossible de prouver aucune autre sorte de réalité. »

Cela signifie notamment qu'il n'y a pas du tout de connaissance, mais seulement tentative d'interprétation du monde dans lequel nous vivons. Ce point est exprimé déjà dans Humain, trop humain et avec plus de force encore et de manière répétée dans Le Crépuscule des idoles :

« Le « monde vrai », une idée qui ne sert plus à rien, qui n'engage même plus à rien - une idée inutile, superflue, par conséquent une idée réfutée : abolissons-la. »

### Utilité sociale de la vérité
La connaissance n'existant pas, il faut expliquer pourquoi il y a néanmoins une volonté de vérité. Selon Nietzsche, la vérité a en premier lieu un caractère social et pragmatique, qui se comprend à plusieurs niveaux :
- au niveau individuel, le mensonge est plus difficile que la véracité : il est plus utile de dire la vérité et de se conformer à l'hypocrisie générale ;

« Les hommes fuient moins le mensonge que le préjudice causé par le mensonge. »

Comme ce sont certaines vérités qui sont retenues ; au bénéfice de la communauté.
- il est donc plus avantageux de suivre les vérités reçues dans certains milieux, par exemple :

« Chez les philosophes aussi, autre espèce de saints, la logique de leur profession veut qu'ils ne laissent affleurer que certaines vérités : à savoir celles pour lesquelles leur profession a la sanction de la société. En termes kantiens, ce sont des vérités de la raison pratique. »

### Métaphysique
Ce conformisme grégaire n'explique pas dans l'immédiat l'idéalisme métaphysique (que Nietzsche nomme le « désirable », ce que l'homme veut que le monde soit, en contradiction avec ce qui est) et la croyance en une connaissance en soi. Le problème de la métaphysique demande donc tout d'abord à être analysé en plusieurs éléments. Nietzsche propose ici une interprétation de la métaphysique comme division de la totalité de la vie en deux sphères distinctes.

#### Être et devenir
Les oppositions suscitent de graves difficultés logiques et morales :

« Comment une chose pourrait-elle naître de son contraire ? Par exemple, la vérité de l'erreur ? Ou bien la volonté du vrai de la volonté de l'erreur ? L'acte désintéressé de l'acte égoïste ? Comment la contemplation pure et rayonnante du sage naîtrait-elle de la convoitise ? De telles origines sont impossibles ; ce serait folie d'y rêver, pis encore ! Les choses de la plus haute valeur doivent avoir une autre origine, une origine qui leur est particulière, - elles ne sauraient être issues de ce monde passager, trompeur, illusoire, de ce labyrinthe d'erreurs et de désirs ! C'est, tout au contraire, dans le sein de l'être, dans l'immuable, dans la divinité occulte, dans la « chose en soi », que doit se trouver leur raison d'être, et nulle part ailleurs ! »

Selon Nietzsche, l'opposition métaphysique fondamentale serait alors que ce qui est ne devient pas, ce qui devient n’est pas.
Pourquoi ce qui est de l’ordre du devenir doit-il être rejeté ? Il faut répondre que le devenir nous trompe car nous ne pouvons jamais l'appréhender.
Mais, si nous n'avons rigoureusement aucun accès cognitif à un monde métaphysique, il nous faut expliquer pourquoi on en vient à penser que le désir nous trompe. Sans l'existence de l'être, le monde du devenir ne pourrait avoir toute notre confiance. Les hommes croient toujours à des entités dont pratiquement personne n'a jamais eu l'expérience. Les croyances religieuses et les certitudes métaphysiques doivent donc faire l'objet d'un examen particulier.

#### Volonté de dénigrement
Pour Nietzsche, la croyance en un monde métaphysique est le symptôme d'une volonté de déprécier celui-ci. On retrouve ainsi les évaluations des faibles :

« Dans ce cas, nous nous vengeons de la vie en lui opposant la fantasmagorie d'une vie « autre » et « meilleure ». »

#### Critères idéalistes de la connaissance
De ce fait, l'idéalisme, c'est-à-dire le déni de la réalité que nous avons sous nos yeux au profit d'une réalité différente et plus agréable, cet idéalisme, poussé à ses extrêmes, est comparable aux sentiments morbides que ressent un malade qui ne supporte pas le contact physique.

#### Critique de la raison
Dès lors que la métaphysique est réfutée, apparaît l'idée que nous puissions faire une histoire de la connaissance, ce qui conduit Nietzsche à considérer les catégories de nos facultés cognitives comme les résultats d'habitudes grammaticales devenues instinctives. Mais le langage a une origine lointaine et véhicule des préjugés rudimentaires :

« Le langage, de par son origine, remonte au temps de la forme la plus rudimentaire de psychologie : prendre conscience des conditions premières d'une métaphysique du langage, ou, plus clairement, de la raison, c'est pénétrer dans une mentalité grossièrement fétichiste. »

Cette métaphysique du langage exprime essentiellement la croyance en la causalité de la volonté, croyance dont découlent des principes de la raison :
- l'identité ;
- le moi, la substance ;
- l'idée de cause, la causalité ;
- la finalité.

Cette métaphysique du langage entraîne à l'erreur de l'Être : 

« Je crains que nous ne puissions nous débarrasser de Dieu, parce que nous croyons encore à la grammaire… »

#### Théorie du langage
Le langage a donc une place importante dans le développement des facultés cognitives humaines. La théorie du langage développée par Nietzsche évoque la philosophie d'Épicure : le langage est une convention naturelle qui découle des affects. Le langage est un système de signes qui transpose dans un autre domaine les impulsions nerveuses. C'est en cet autre sens que le langage est métaphorique.
Mais l'usage qui est fait du langage occulte ce rapport métaphorique au monde, et les images qu’il véhicule s'objectivent en concepts. Nietzsche suggère alors, comme Épicure, que l'on doit pouvoir retrouver l'expérience originelle du langage. Cependant, contrairement à Épicure, ce qui est retrouvé n'est pas un rapport de connaissance, mais un rapport esthétique ; c'est pourquoi, le chant est particulièrement propre à nous le faire revivre :

« Dans le chant l’homme naturel réadapte ses symboles à la plénitude du son, tout en ne maintenant que le symbole des phénomènes : la volonté ; l’essence est à nouveau présentée de façon plus pleine et plus sensible. »

### L'erreur originelle
Il faut enfin découvrir l'origine de la possibilité de toute métaphysique, au-delà ou en deçà des interprétations que l'on peut en faire : le point de départ de toutes les erreurs de la métaphysique est une croyance :

« À l'origine de tout, l'erreur fatale a été de croire que la volonté est quelque chose qui agit - que la volonté est une faculté… »

Cette croyance implique deux choses : 
- il y a des actions ; ces actions supposent un acteur ;
- nous croyons trouver en nous un modèle de cette cause (l'agent, le sujet, le moi).

Dès lors, nous projetons les catégories de l'action dans le monde des phénomènes, et croyons que tout événement suppose une substance qui ne se peut réduire aux qualités phénoménales. C'est là l'idée d'une chose en soi.
Cette erreur n'est donc pas seulement induite par le langage, comme les autres erreurs, mais elle a un caractère originellement psychologique dont il faut expliquer pourquoi elle a eu un si grand succès.
Ce succès s'explique si l'on considère que cette erreur dans la connaissance de soi comme cause a été interprétée comme libre arbitre (ce point est analysé par Nietzsche dans le chapitre du Crépuscule des idoles intitulé Les quatre grandes erreurs). Elle fait référence à la thèse de Nietzsche selon laquelle la liberté a été inventée pour rendre les hommes responsables de leurs actes.
Si nous suivons le raisonnement de Nietzsche, l'ensemble des erreurs de la métaphysique a ainsi une origine théologique et morale : l'homme est la cause de ses actes ; son moi est sa substance, son être, d'après lequel il va interpréter le monde des phénomènes en y projetant cette causalité psychologique qui sépare ce qui agit (un sujet, un substrat de ce qui devient) de ses effets. Cette croyance entraîne l'invention de l'unité, de l'identité, de la causalité, etc. toutes ces catégories qui prendront une forme systématique dans la métaphysique.

## Culture et législation
| Sommaire de la section - La culture moderne - Civiliser - Moralité des mœurs - Droit et justice - Spiritualisation - Hommes et femmes - Grande politique - Le philosophe - Sélection - Naturalisation de l'homme |

### Critique de la culture moderne
« Quelle ne sera pas la répugnance des générations futures quand elles auront à s’occuper de l’héritage de cette période où ce n’étaient pas les hommes vivants qui gouvernaient, mais des semblants d’hommes, interprètes de l’opinion. »
Un aspect important pour comprendre la pensée de Nietzsche est son anti-modernisme relatif. Cette opposition se manifeste avec virulence dans sa critique de la démocratie, de Rousseau, de l'héritage chrétien et de l'éducation moderne. Pour autant, Nietzsche n'est pas traditionaliste, dans la mesure où il souhaiterait voir la politique, l'État et toute autorité subordonnés à une éducation élitiste tournée vers l'art et la pensée. Bien plus, la culture s'oppose à tout ce qui est politique, et tout ce qui est politique est dangereux pour la culture (Le Crépuscule des idoles, § Ce qui manque aux Allemands). Il n'est donc ni un conservateur, ni un apôtre d'une société de traditions qui figeraient le devenir culturel de l'humanité. Nietzsche s'oppose également au militarisme, et critique très sévèrement la bêtise militaire et culturelle et les vaniteuses prétentions du Reich :

« […] l'erreur de croire, comme fait l'opinion publique, comme font tous ceux qui pensent publiquement, que c'est aussi la culture allemande qui a été victorieuse dans ces luttes et que c'est cette culture qu'il faut maintenant orner de couronnes qui seraient proportionnées à des événements et à des succès si extraordinaires. Cette illusion est extrêmement néfaste, non point parce que c'est une illusion - car il existe des illusions salutaires et fécondes - mais parce qu'elle pourrait bien transformer notre victoire en une complète défaite : la défaite, je dirai même l'extirpation de l'esprit allemand, au bénéfice de « l'empire allemand ».
[…] Les qualités morales de la discipline plus sévère, de l'obéissance plus tranquille n'ont rien à voir, en aucun cas, avec la culture qui distinguait, par exemple, l'armée macédonienne de l'armée grecque, laquelle était incomparablement plus civilisée. C'est donc se méprendre grossièrement que de parler d'une victoire de la civilisation et de la culture allemandes et cette confusion repose sur le fait qu'en Allemagne la conception nette de la culture s'est perdue. »

#### Critique de la philosophie universitaire
Ce problème est au cœur des Considérations Inactuelles : dans sa troisième Considérations inactuelles, il reprend les critiques de Schopenhauer contre la philosophie universitaire. On ne peut à la fois servir l'État et la vérité. Quand l'État nomme des « philosophes », il le fait pour sa puissance. Nietzsche soupçonne d'ailleurs que le véritable but de l'université est de dégoûter les jeunes gens de la puissance que constitue l'authentique philosophie en les abêtissant :

« D'une promotion de doctorat. -« Quelle est la mission de toute instruction supérieure ? - Faire de l'homme une machine. - Quel moyen faut-il employer pour cela ? - Il faut apprendre à l'homme à s'ennuyer. - Comment y arrive-t-on ? - Par la notion du devoir. - Qui doit-on lui présenter comme modèle ? - Le philologue : il apprend à bûcher. - Quel est l'homme parfait ? - Le fonctionnaire de l'État. - Quelle est la philosophie qui donne la formule supérieure pour le fonctionnaire de l'État ? - Celle de Kant : le fonctionnaire en tant que chose en soi, placé sur le fonctionnaire en tant qu'apparence. » - »

Comme ce philosophe, il faut dire, selon Nietzsche, que la philosophie universitaire n'afflige personne, et que cela même est affligeant ! La solution pour remédier à cette situation serait alors d'expulser les « philosophes » de l'université, de leur retirer leur traitement pour faire le tri, voire de les persécuter. On verrait ainsi où sont les véritables penseurs, comme l'était Schopenhauer.

#### Critique de la démocratie
Nietzsche décrit le type d'homme qu'il nomme démocratique (demokratisch) comme le type représentatif des idées modernes ; il décrit également la place de la démocratie dans l'histoire, son mouvement, et l'importance qu'elle peut avoir pour l'avenir (le mouvement démocratique). Outre cette distinction, il faut remarquer que Nietzsche emploie le mot « Democratie » dans les années 1876 - 1879 pour désigner l'État démocratique, tandis que la qualité démocratique possède, à partir des années 1882 - 84, un sens général qui désigne un type et peut donc s'appliquer à des réalités non politiques (comme l'art et la science).
Le type démocratique est analysé par Nietzsche de la même manière qu'il analyse, selon la méthode généalogique, tous les autres types : en cherchant la structure des instincts de ce type, et les jugements de valeur, ou goût, qui en découlent. Le trait typique du goût démocratique est l'égalitarisme, qui peut être aussi appelé ressentiment contre la grandeur, qui lutte contre tout ce qui veut s'élever, et considère que personne n'est mieux qu'un autre. L'égalitarisme moderne ne peut ainsi, selon Nietzsche, permettre une haute culture de l'esprit et entretient la solidarité du ressentiment des incultes. La démocratie, telle que Nietzsche la conçoit, est cette idéologie du troupeau qui cherche la sécurité et le bien-être, aux dépens de la supériorité intellectuelle, en lui faisant la guerre, en se faisant l'ennemi de tout génie : d'où la critique de l'éducation démocratique moderne qui entrave le développement intellectuel et ne produit que des individus à demi cultivés, grossiers voire barbares.
L'esprit démocratique, tel que le perçoit Nietzsche, est complaisant, curieux et futile, bariolé et sans goût, sans grande ambition avec ses « petits plaisirs pour le jour et ses petits plaisirs pour la nuit », satisfait de sa médiocrité tranquille et de son bonheur bovin :

« Malheur ! Voici le temps où l'homme ne peut plus donner le jour à une étoile qui danse. Malheur ! Voici le temps du plus méprisable des hommes, qui ne peut même plus se mépriser lui-même.
Voyez ! Je vous montre le dernier homme. »

Nietzsche refuse cette conception d'une égalité entre les hommes (héritée du christianisme selon lui). Cette critique s'accompagne d'une nuance importante, qui soustrait Nietzsche à la qualité d’un opposant absolu à la démocratisation de l'Europe ; il souligne lui-même la duplicité dont on peut faire preuve en simulant une haine féroce contre la démocratie, alors que l'avancée de celle-ci sert des visées entièrement opposées.
En effet, jugeant que le nivellement de l'humanité par l'égalitarisme est inévitable, Nietzsche conçoit l'idée que l'Europe devra nécessairement se fédérer en détruisant les nationalismes et s'unifier économiquement, et que l'humanité sera un jour gérée au niveau mondial (ce qu'il appelle la domination à venir de la Terre) :

« — Le résultat pratique de cette démocratisation qui va toujours en augmentant, sera en premier lieu la création d’une union des peuples européens, où chaque pays délimité selon des opportunités géographiques, occupera la situation d’un canton et possédera ses droits particuliers : on tiendra alors très peu compte des souvenirs historiques des peuples, tels qu’ils ont existé jusqu’à présent, parce que le sens de piété qui entoure ces souvenirs sera peu à peu déraciné de fond en comble, sous le règne du principe démocratique, avide d’innovations et d’expériences. »

Tout cela va dans le sens d'une homogénéisation des sociétés humaines, d'une « médiocrisation » sociale et culturelle généralisée. Ceci équivaut pour lui à la création d'un citoyen moyen, sans qualité, formant un troupeau suivant des vertus d'obéissance à l'ordre social, quasi-esclaves, satisfaits toutefois de leur condition (qu'ils ont voulue). Cette socialisation de l'homme (le grégarisme planétaire) revient à bâtir une infrastructure d'où pourront surgir de nouvelles classes dominantes, et ce nivellement recèle donc une nouvelle possibilité de hiérarchie. Cette pensée est une partie importante de sa grande politique.

### Processus de la civilisation
Ces critiques de la culture moderne s'accompagnent d'une tentative de repenser les conditions précises de toute civilisation. Comment éduque-t-on les hommes ? Comment l'homme est-il parvenu au génie artistique et philosophique ? Cela ne nous étonne pas, car nous sommes trop habitués par les valeurs humanistes de l'Occident à considérer l'homme comme une nature donnée une bonne fois pour toutes. La réflexion sur ce thème de la culture apparaît alors comme un questionnement sur l'animalité de l'être humain et sur l'éducation (discipline, contraintes) qui lui est donnée. Cette animalité avait été refoulée par la religion, la morale et la philosophie, si bien que la question de l'élevage de l'homme est demeurée inconsciente, comme dans le cas de la volonté morale d'améliorer l'humanité - qui est selon Nietzsche un dressage qui ne se considère pas comme tel, et qui refuse de se considérer comme tel.

#### Moralité des mœurs
Le processus qui conduit l'homme à la civilisation commence par la moralité des mœurs : Nietzsche considère en effet l'homme comme un animal auquel on a dû apprendre à promettre en le soumettant aux mœurs et à la loi par un dressage violent et arbitraire (d'où la torture, la dette à payer en livre de chair). Le résultat est un animal qui peut tenir sa parole, dont la volonté se maintient dans le temps, et qui a conscience que cette faculté est une distinction : la capacité de promettre est en effet l'expression de la puissance que l'on possède du fait de la maîtrise de soi que l'on a acquise. La violence des moyens employées par l'humanité est alors abolie par la création de l'individu autonome, d'un « sur-animal » capable de répondre de lui-même, de se déterminer et de se créer ses propres valeurs.

#### Droit
Dans ce processus, le rôle de la justice est alors de contenir les débordements violents du ressentiment et de la vengeance, et d'imprimer en l'homme, si besoin par la force, un point de vue juridique qui le sépare de ses réactions immédiates (préjudices contre préjudices, violence contre violence) et l'amène à se concevoir comme un être responsable devant la loi.
Le droit dépend de l'équilibre des forces, c'est-à-dire qu'il n'y a pas de contrat naturel. Nietzsche reprend sur ce point les thèses de Spinoza sur l'équivalence du droit et de la puissance.

#### Spiritualisation des instincts
La généalogie montre que les instincts ne sont jamais éradiqués. La conséquence que Nietzsche en tire est qu'une action bonne n'est qu'une action mauvaise spiritualisée, une action mauvaise n'est qu'une action bonne restée à l'état de la grossièreté et de la bêtise de l'instinct. La spiritualisation consiste donc à ne pas lutter contre les passions, comme le fait la morale en Occident, mais à leur fixer un point d'application différent.

#### Conflit des sexes

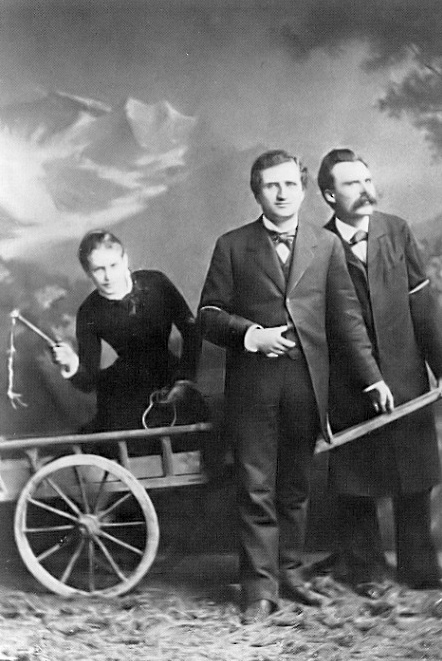
Lou Andreas-Salomé, Paul Rée, et Nietzsche dans une mise en scène imaginée par le philosophe (1882).

La sexualité est pour Nietzsche un aspect majeur de la culture. Aussi a-t-il considéré la relation entre les sexes comme l'un des fondements de la spiritualisation des instincts et de la force d'une civilisation, ce qui n'est pas sans évoquer les idées misogynes développées par son maître de jeunesse, Schopenhauer, dans L'essai sur les femmes. Il pose comme principe que les hommes doivent avoir pour les femmes un sentiment déterminé de possession :

« Un homme profond, […] profond d'esprit autant que de désirs, doué par surcroît de cette bienveillance profonde capable d'une sévérité et d'une dureté qui se confondent facilement avec elle, un tel homme ne peut penser à la femme qu'à la manière d'un Oriental : il doit voir dans la femme une propriété, un bien qu'il convient d'enfermer, un être prédestiné à la sujétion et qui s'accomplit à travers elle. »

L'égalité entre hommes et femmes est alors pour Nietzsche une injustice démocratique, un préjugé chrétien, une idée qui a des racines théologico-morales, et qui n'a de ce fait, aucun rapport avec la réalité naturelle. Homme et femme possèdent l'un sur l'autre un pouvoir de domination spécifique qui les oppose et les réunit tour à tour, et que l'on ne peut égaliser sans affaiblir à la fois l'homme et la femme, car on abolirait ainsi la lutte féconde entre les sexes. Ce pouvoir des deux sexes possède sa racine commune dans l'attirance sexuelle, cette forme la plus primitive de la Volonté de puissance et, partant, l'expression la plus innocente et la plus dionysiaque de l'affirmation de la vie. C'est pourquoi Nietzsche estime que l'émancipation de la femme s'accompagne de son enlaidissement moral et intellectuel : la femme moderne est sotte et sans intérêt, parce qu'elle se dépouille de la force de sa faiblesse, et tente d'acquérir des vertus masculines, ce qui lui fait perdre toute influence bénéfique sur l'homme. À l'inverse, bien qu'il critique cette volonté d'émancipation, il estime que l'homme occidental, en imposant une morale répressive en matière de sexualité, a produit une situation d'insatisfaction dans les rapports entre sexes, dont la femme, et notamment les femmes d'exceptions, souffre d'autant plus que les conventions ne lui permettent pas d'assouvir ses besoins intellectuels et physiques aussi librement que les hommes.

### Grande politique et sélection
Sa pensée politique est centrée autour des conditions de possibilité de la culture (Cultur). L'inversion des valeurs en est l'une de ces conditions. Mais Nietzsche veut d'abord faire œuvre de législateur, et c'est pourquoi il examine les conditions matérielles de l'éducation, du corps et de l'esprit. Il s'inspire sur tous ces points de la culture grecque (seule véritable culture) et de la civilisation de l'Inde (dont le système de caste peut être considéré comme un type sociologique). Cette partie de sa politique suscite généralement l'indignation, car elle suppose que l'on procède à un élevage conscient de l'homme. Ainsi certains commentateurs (par exemple Barbara Stiegler) estiment qu'à la fin de sa vie consciente, Nietzsche hésita entre un eugénisme actif passant par l'éducation (une sélection sociale et religieuse supposée en toute société), et l'idée contraire que toutes les formes de vie sont nécessaires à l'évolution humaine. B. Stiegler note toutefois que « la sélection nietzschéenne s'est (…) construite dans la critique systématique » de la « sélection naturelle darwinienne ». La conception nietzschéenne de la maladie et de la santé s'oppose en effet au concept darwinien d'une sélection par l'« adaptation », puisque la maladie elle-même peut être bénéfique. D'autres commentateurs ont un avis différent : Gregory Moore écrit qu'il n'y a aucun texte de Nietzsche où il préciserait des mesures de sélection positive. Nietzsche penserait qu'il suffirait d'imposer une nouvelle moralité qui entraînerait un changement du corps, de la physiologie, et qui deviendrait ainsi héréditaire.
Selon Nietzsche, l'individu lui-même est un processus de sélection : « Un homme réussi (…) est un principe de sélection (…). Bien loin d'aller au-devant d'elle, il examine attentivement l'excitation qui lui vient à lui ».

### Inégalité et hiérarchie
Nietzsche refuse les institutions du type État, mais sa pensée politique n'en est pas moins, dans certaines limites, hiérarchique et inégalitaire. Selon lui, la préservation des inégalités sociales engendre une mentalité de caste d'où seule peut surgir une culture féconde et élitiste, délivrée des besoins et des nécessités de la vie. Il juge en conséquence qu'une classe d'hommes vivants par l'esprit et pour l'esprit devrait être protégée de la foule des hommes médiocres. Dans les années 1870, le jugement de Nietzsche, influencé notamment par les idées d'une renaissance de l'Allemagne, avait un sens matériel sans équivoque :

« Pour que l'art puisse se développer sur un terrain fertile, vaste et profond, l'immense majorité doit être soumise à l'esclavage et à une vie de contrainte au service de la minorité et bien au-delà des besoins limités de sa propre existence. Elle doit à ses dépens et par son sur-travail dispenser cette classe privilégiée de la lutte pour l'existence afin que cette dernière puisse alors produire et satisfaire un nouveau monde de besoins. »

L'esclavage fait partie de la civilisation. Toutefois, par la suite, il définira l'esclavage en un sens que l'on trouve chez de nombreux moralistes : l'esclave est celui qui ne dispose pas de temps libre pour cultiver ses facultés.
Or, Nietzsche évoque à partir de là une nouvelle possibilité quand il décrit le fonctionnement naturel des sociétés, et qu'il met en avant la brutalité de leur fonctionnement, la lutte pour la domination et l'exploitation cruelle :

« S'abstenir réciproquement d'offense, de violence et de rapine, reconnaître la volonté d'autrui comme égale à la sienne, cela peut donner, grosso modo, une bonne règle de conduite entre les individus, pourvu que les conditions nécessaires soient réalisées (je veux dire l'analogie réelle des forces et des critères chez les individus et leur cohésion à l'intérieur d'un même corps social). Mais qu'on essaye d'étendre l'application de ce principe, voire d'en faire le principe fondamental de la société, et il se révélera pour ce qu'il est, la négation de la vie, un principe de dissolution et de décadence. »

Il estime en effet possible de spiritualiser ces conflits (en leur donnant une forme plus subtile susceptible d'être largement acceptée), de la même manière que la moralité des mœurs avait produit une nouvelle forme d'humanité par des moyens violents, pour se trouver ensuite abolie dans son résultat intériorisé. La démocratisation de l'Europe assure aux yeux de Nietzsche cette possibilité :

« Il semble que la démocratisation de l’Europe soit un anneau dans la chaîne de ces énormes mesures prophylactiques qui sont l’idée des temps nouveaux et nous séparent du Moyen Âge. C’est maintenant seulement que nous sommes au temps des constructions cyclopéennes ! Enfin nous possédons la sécurité des fondements qui permettra à l’avenir de construire sans danger ! »

La médiocrité est ainsi inévitable et indispensable aux fondements des nouvelles sociétés. Lutter contre elle (par exemple en voulant écraser les faibles au profit des forts, ou en exacerbant les sentiments nationaux) serait une absurdité qui conduirait à la destruction des sociétés :

« Il serait tout à fait indigne d’un esprit profond de voir une objection dans la médiocrité même. Elle est la première nécessité pour qu’il puisse y avoir des exceptions : une haute culture dépend d’elle. »

Sur cette base, la hiérarchie que Nietzsche va concevoir sera une hiérarchie spirituelle, et elle vise à établir des conditions institutionnelles favorables à un type d'hommes que Nietzsche conçoit comme bons, aimables et suprêmement cultivés :

« Seuls les hommes les plus intellectuels ont le droit de la beauté, de l’aspiration au beau, eux seuls sont bonté et non point faiblesse. »

« Ils sont la classe d’hommes la plus honorable et cela n’exclut pas qu’ils soient en même temps la plus joyeuse et la plus aimable. »

« Les intellectuels qui sont les plus forts… »

### Philosophe
Cet élitisme, dont Nietzsche voit la forme la plus haute dans une classe d'hommes vivant pour l'esprit, le conduit à placer le philosophe au rang le plus élevé dans le développement de la culture. Cette place fait très tôt l'objet des réflexions de Nietzsche : il avait ainsi eu le projet d'écrire un livre sur le philosophe, alors qu'il était encore professeur, et il nous en reste de nombreux fragments. À cela s'ajoutent des œuvres non publiées (comme Die Philosophie im tragischen Zeitalter der Griechen et Das Verhältnis der Schopenhauerischen Philosophie zu einer deutschen Cultur), et de nombreux passages des Considérations inactuelles.
Pour comprendre la place accordée au philosophe par Nietzsche, il faut tout d'abord penser les rapports de la philosophie, de l'art et de la science.

#### Philosophie, science et art

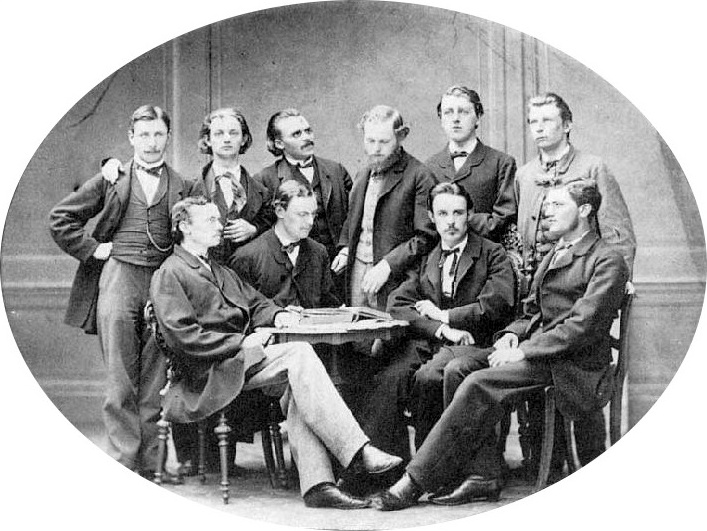
Société philologique. Nietzsche est debout au centre.

Le philosophe est un type d'homme dont l'instinct dominant est, selon Nietzsche, un instinct de connaissance sélectif. Il s'oppose en cela, dans certaines limites, à l'intempérance de la science, qui est pour lui une forme de barbarie liée à la démocratie. Sont opposés ainsi, en tant que types, le savant et le philosophe : le premier ne fait pas de distinction dans ce qu'il a à connaître, son activité n'a rien de personnelle ; la caricature extrême de la science est l'érudition, forme de « savoir » qui n'instruit pas mais, au contraire, déforme l'esprit et lui est un fardeau. La masse de ce qui est à connaître est en effet infinie et conduit au désespoir de la connaissance.
Cette opposition se manifeste d'abord dans l'œuvre de Nietzsche par une critique de l'histoire et de la philologie (rappelons qu'il était lui-même professeur de philologie) :

« « Du reste je déteste tout ce qui ne fait que m'instruire, sans augmenter mon activité ou l'animer directement. » Ce sont là des paroles de Goethe par lesquelles, comme un Ceterum censeo courageusement exprimé, pourra débuter notre considération sur la valeur et la non-valeur des études historiques. On y exposera pourquoi l'enseignement, sans la vivification, pourquoi la science qui paralyse l'activité, pourquoi l'histoire, précieux superflu de la connaissance et article de luxe, doivent être sérieusement, selon le mot de Goethe, un objet de haine, — parce que nous manquons encore actuellement de ce qu'il y a de plus nécessaire, car le superflu est l'ennemi du nécessaire. Certes, nous avons besoin de l'histoire, mais autrement que n'en a besoin l'oisif promeneur dans le jardin de la science, quel que soit le dédain que celui-ci jette, du haut de sa grandeur, sur nos nécessités et nos besoins rudes et sans grâce. Cela signifie que nous avons besoin de l'histoire pour vivre et pour agir, et non point pour nous détourner nonchalamment de la vie et de l'action, ou encore pour enjoliver la vie égoïste et l'action lâche et mauvaise. Nous voulons servir l'histoire seulement en tant qu'elle sert la vie. Mais il y a une façon d'envisager l'histoire et de faire de l'histoire grâce à laquelle la vie s'étiole et dégénère. C'est là un phénomène qu'il est maintenant nécessaire autant que douloureux de faire connaître, d'après les singuliers symptômes de notre temps. »

De ce fait, le philosophe est plus proche de l'artiste, dans la mesure où il synthétise ce qu'il connaît, c'est-à-dire produit une simplification de la réalité qui a un caractère esthétique au service de la vie et de la culture. De ce point de vue, Nietzsche est un des premiers penseurs à développer une philosophie de la danse comme un art de la « grande santé », culminant dans la déclaration de Zarathoustra : « Je ne croirai qu'à un dieu qui saura danser. » 
Nietzsche propose de distinguer deux types de forces, les forces « réactives » et les forces « actives ». Pour lui les forces « réactives » sont la négation du monde sensible et sont représentées par la philosophie classique et la science. Elles opposent le monde intelligible au monde sensible qui en sort dévalorisé. Les forces « actives » ou l'affirmation du sensible s'expriment dans l'art. Les forces « actives » peuvent se déployer dans la vie sans opposer un monde à un autre. L'artiste est celui qui pose des valeurs sans discuter, celui qui invente des mondes nouveaux sans avoir besoin de se justifier.

### La sélection des valeurs
Dans le cadre de cette grande politique, le législateur est un artiste de l'humanité qui sélectionne son matériau en forgeant des valeurs : Nietzsche pense ainsi l'Éternel retour comme un outil d'élevage et de sélection. Il y a donc bien, en ce sens, une forme d'eugénisme, qui doit permettre l'avènement du surhumain. Si Nietzsche évoque incontestablement la perspective d'une destruction des ratés, cette destruction est en réalité une autodestruction.
Nietzsche écrit ainsi :

« L’ordre des castes, le règlement des rangs ne formule que les règles supérieures de la vie même ; la séparation des trois types est nécessaire pour conserver la société, pour rendre possible les types supérieurs […]. »

— L'Antéchrist
 
et fait l'éloge d'un suicide activement suggeré :

« Le malade est un parasite de la Société. Arrivé à un certain état il est inconvenant de vivre plus longtemps. L’obstination à végéter lâchement, esclave des médecins et des pratiques médicales, après que l’on a perdu le sens de la vie, le droit à la vie, devrait entraîner, de la part de la Société, un mépris profond. Les médecins, de leur côté, seraient chargés d’être les intermédiaires de ce mépris, — ils ne feraient plus d’ordonnances, mais apporteraient chaque jour à leurs malades une nouvelle dose de dégoût… Créer une nouvelle responsabilité, celle du médecin, pour tous les cas où le plus haut intérêt de la vie, de la vie ascendante, exige que l’on écarte et que l’on refoule sans pitié la vie dégénérescente — par exemple en faveur du droit de vivre… »

— Crépuscule des idoles

## Éternel Retour et surhumain
La philosophie de Nietzsche contient deux notions parmi les plus importantes de sa pensée : l'Éternel Retour comme moyen de sélection, et le surhumain comme fin idéale.

### La pensée la plus lourde
Pour Nietzsche la validité scientifique de l'hypothèse cosmologique de l'éternel retour n'a aucune importance, car toute pensée - métaphysique comme scientifique - est interprétation du monde : il n'existe pas de fait objectif, de vérité ou de sens absolus, indépendamment du sujet. La valeur d'une représentation ne se mesure donc pas à son adéquation au prétendu réel mais à sa capacité à favoriser le développement de la puissance en tant que vie, à sa sélectivité, à son intérêt en tant que réalité éthique, interprétation normative, supérieure ou inférieure. Nietzsche sait que sa cosmologie est probablement erronée, cela ne va pas en contradiction avec sa pensée vantant les mérites de « l'erreur » ; « si la doctrine de l'éternel retour est valorisée en tant qu'erreur, cela signifie que sa valeur ne dépend pas de sa scientificité ».
La valeur de la doctrine de l'Éternel Retour vient non de ses fondements mais de ses implications : « Si le devenir est un vaste cycle, tout est également précieux, éternel, nécessaire. » L'aspect scientifique de cette doctrine est une « plus-value », non une garantie supplémentaire de sa validité, mais une raison supplémentaire pour y croire. Nietzsche la fournit pour favoriser l'adhésion à cette doctrine dans une époque qu'il sait positiviste.
Le nihilisme, dans cette pensée, est un état normal, et non seulement un symptôme de faiblesse face à l'absurdité de l'existence. Face à L'Éternel Retour, pensée sélective par ce nihilisme extrême, deux attitudes peuvent être adoptées, comme l'indique le Gai Savoir. Lorsque celui ayant dit non à la vie pense l'Éternel Retour, sa résignation est renforcée, il est effaré à la perspective que ce qu'il fuit dans les consolations métaphysiques et autres arrières mondes l'affligera éternellement ; lorsque l'Éternel Retour est pensé par celui ayant dit oui à la vie, son acceptation de la vie est renforcée, sa volonté de puissance est alors maximale. Advient ainsi le surhumain, qui accepte et aime la réalité telle qu'elle est, là où l'idéaliste la fuit en l'aimant telle qu'elle devrait ou aurait pu être.

« Le poids formidable. — Que serait-ce si, de jour ou de nuit, un démon te suivait une fois dans la plus solitaire de tes solitudes et te disait : « Cette vie, telle que tu la vis actuellement, telle que tu l'as vécue, il faudra que tu la revives encore une fois, et une quantité innombrable de fois ; et il n'y aura en elle rien de nouveau, au contraire ! il faut que chaque douleur et chaque joie, chaque pensée et chaque soupir, tout l'infiniment grand et l'infiniment petit de ta vie reviennent pour toi, et tout cela dans la même suite et le même ordre — et aussi cette araignée et ce clair de lune entre les arbres, et aussi cet instant et moi-même. L'éternel sablier de l'existence sera retourné toujours à nouveau — et toi avec lui, poussière des poussières ! » — Ne te jetterais-tu pas contre terre en grinçant des dents et ne maudirais-tu pas le démon qui parlerait ainsi ? Ou bien as-tu déjà vécu un instant prodigieux où tu lui répondrais : « Tu es un dieu, et jamais je n'ai entendu chose plus divine ! » Si cette pensée prenait de la force sur toi, tel que tu es, elle te transformerait peut-être, mais peut-être t'anéantirait-elle aussi; la question « veux-tu cela encore une fois et une quantité innombrable de fois », cette question, en tout et pour tout, pèserait sur toutes tes actions d'un poids formidable ! Ou alors combien il te faudrait aimer la vie, que tu t'aimes toi-même pour ne plus désirer autre chose que cette suprême et éternelle confirmation ! »

#### Le surhumain
La notion de surhumain (qui apparaît peu dans les textes à part dans Ainsi parlait Zarathoustra) esquisse ce que deviendrait l'homme, en étant délivré du ressentiment de la morale et en incarnant l'affirmation la plus intense de la vie, l'Éternel Retour. Le préfixe « sur- », abondamment utilisé par Nietzsche pour désigner un processus de transfiguration, de modification de la structure des instincts (l'homme est ainsi un sur-animal), signifie cette transformation de l'être humain ; il s'agit moins d'un accroissement ontologique que d'une manière de percevoir et de juger le monde. Il n’est toutefois pas un au-delà de l’homme et reste humain, trop humain, n’étant pas un nouvel « en soi » idéalisé servant de modèle.
Contrairement à ce que l'on croit souvent, le surhumain n'est pas un homme surpuissant, physiquement ou intellectuellement :

« Le mot « Surhomme » dont j'usais pour désigner un type d'une perfection absolue, par opposition aux hommes « modernes », aux « braves » gens, aux chrétiens et autres nihilistes, et qui, dans la bouche d'un Zarathoustra, devait donner à réfléchir, ce mot a presque toujours été employé avec une candeur parfaite au profit des valeurs dont le personnage de Zarathoustra illustre l'opposé, pour désigner le type « idéaliste » d'une race supérieure d'hommes, moitié « saints », moitié « génies »… à son sujet, d'autres ânes savants m'ont soupçonné de darwinisme ; on a même voulu retrouver à l'origine de ma création le « culte des héros » de Carlyle, « ce faux monnayeur inconscient », alors que j'avais pris un malin plaisir à n'en pas tenir compte. »

C'est une évolution possible et souhaitée de l'homme : « (…) l'Homme est une chose qui doit être dépassée. C'est-à-dire que l'Homme est un pont et non un terme (…) ».

#### L'Inversion de toutes les valeurs
Il faut tout d'abord noter qu'il y a une difficulté dans la traduction de l'expression allemande qui a été rendue de plusieurs manières en français :
- Umwertung aller Werte :
  - renversement de toutes les valeurs ;
  - inversion de toutes les valeurs ;
  - transvaluation de toutes les valeurs.

On trouve dans l'expression allemande deux fois le radical Wert- ; le préfixe Um- signifie un retour, un contournement. L'expression pourrait alors être traduite par réévaluation de toutes les valeurs.
En quoi consiste l'inversion des valeurs ? Nietzsche n'en fait aucun exposé complet, toujours resté à l'état de projet :

« Qu'est-ce qui peut seul être notre doctrine ? - Que personne ne donne à l'homme ses qualités, ni Dieu, ni la société, ni ses parents et ses ancêtres, ni lui-même (- le non-sens de l'« idée », réfuté en dernier lieu, a été enseigné, sous le nom de « liberté intelligible », par Kant et peut-être déjà par Platon). Personne n'est responsable du fait que l'homme existe, qu'il est conformé de telle ou telle façon, qu'il se trouve dans telles conditions, dans tel milieu. La fatalité de son être n'est pas à séparer de la fatalité de tout ce qui fut et de tout ce qui sera. L'homme n'est pas la conséquence d'une intention propre, d'une volonté, d'un but ; avec lui on ne fait pas d'essai pour atteindre un « idéal d'humanité », un « idéal de bonheur », ou bien un « idéal de moralité », - il est absurde de vouloir faire dévier son être vers un but quelconque. Nous avons inventé l'idée de « but » : dans la réalité le « but » manque… On est nécessaire, on est un morceau de destinée, on fait partie du tout, on est dans le tout, - il n'y a rien qui pourrait juger, mesurer, comparer, condamner notre existence, car ce serait là juger, mesurer, comparer et condamner le tout… Mais il n'y a rien en dehors du tout ! - Personne ne peut plus être rendu responsable, les catégories de l'être ne peuvent plus être ramenées à une cause première, le monde n'est plus une unité, ni comme monde sensible, ni comme « esprit » : cela seul est la grande délivrance, - par là l'innocence du devenir est rétablie… L'idée de « Dieu » fut jusqu'à présent la plus grande objection contre l'existence… Nous nions Dieu, nous nions la responsabilité en Dieu : par là seulement nous sauvons le monde. »

## L'art

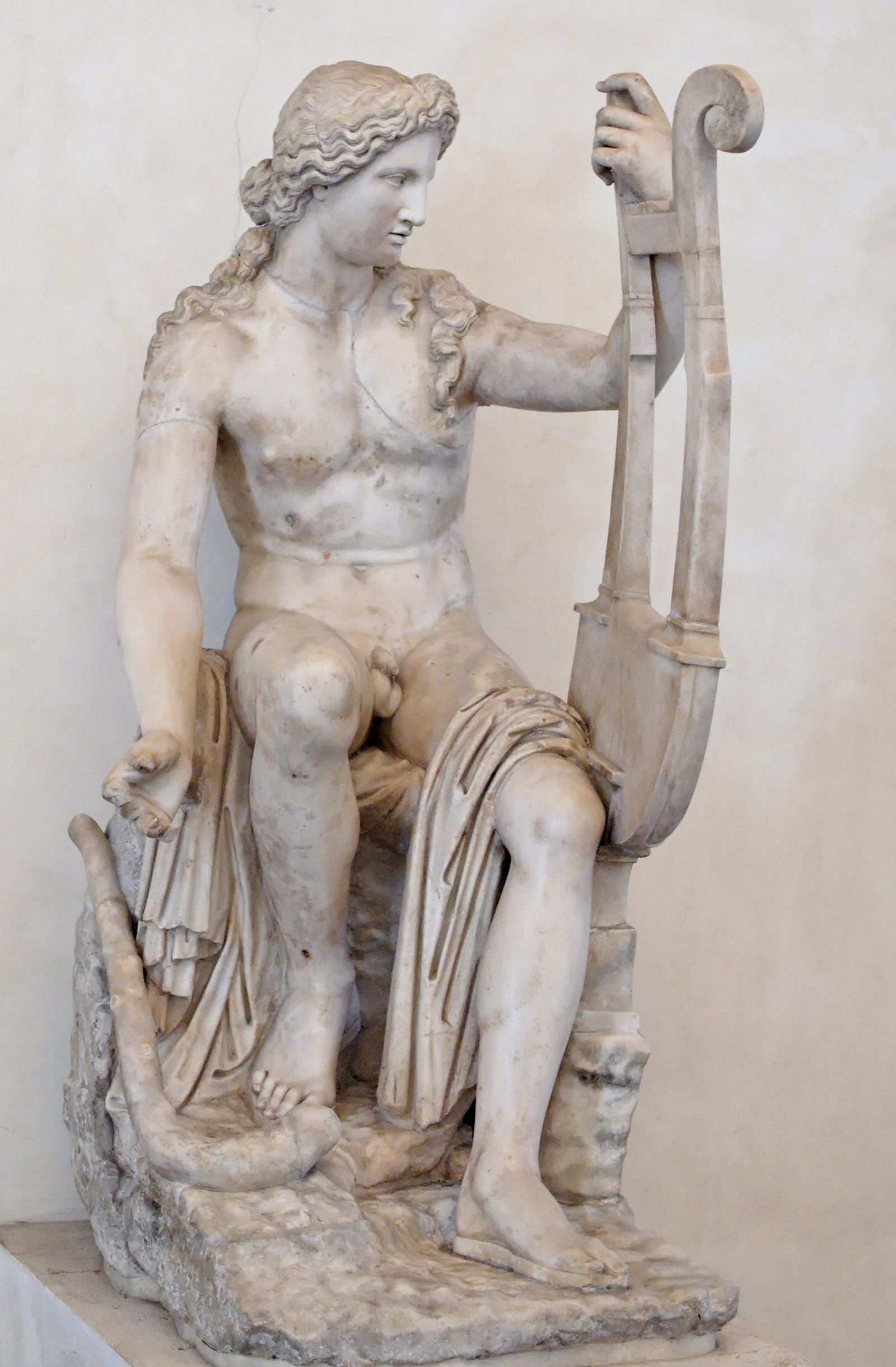
Apollon.

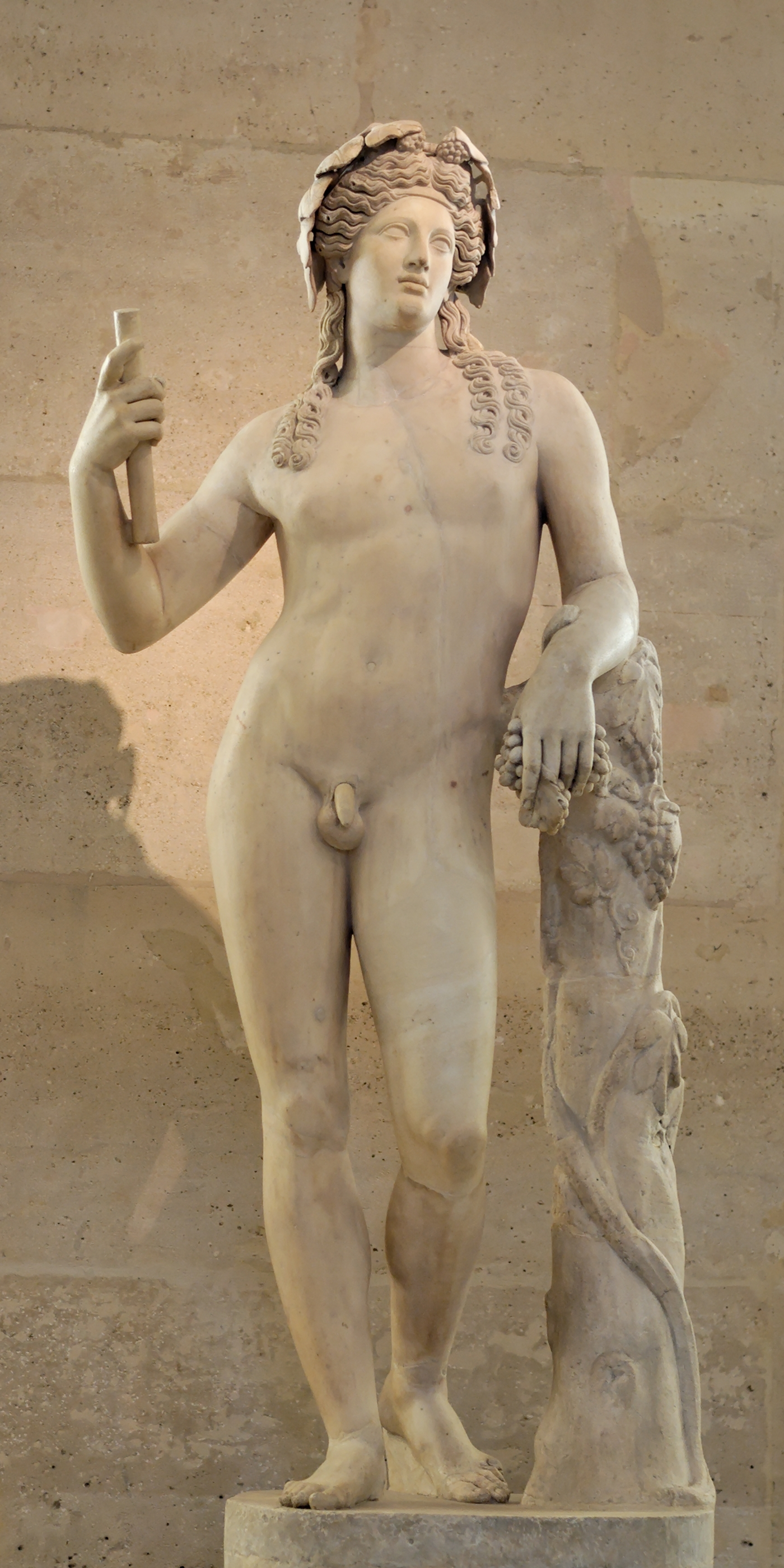
Dionysos.

L'art est à la fois premier (interpréter, connaître, c'est faire œuvre d'artiste) et dernier (le surhumain est un embellissement des pulsions humaines). L'art est l'expression d'une pulsion humaine primitive, celle de créer des formes.
Il n'est donc pas surprenant qu'il soit pour Nietzsche le seul facteur justifiant la vie.

### Apollon et Dionysos
La première publication de Nietzsche concernant sa pensée de l'art est La Naissance de la tragédie. Dans cette œuvre, il oppose et associe les figures opposées de l'ivresse : dionysiaque et apollinienne. Dionysos est une figure qui sera reprise par Nietzsche tout au long de son œuvre, qu'il n'abandonnera jamais, et même plus : peu à peu l'on voit que Dionysos représente l'ensemble des thèmes importants chez Nietzsche, comme la fête, le rire, l'ivresse, la volonté de puissance, et l'acquiescement, l'affirmation de tout ce qu'est la vie.
Dionysos est donc l'ivresse de l’instinct, la jouissance primitive de l’absence de raison contrôlant les actes, l’innocence de la liberté et de l'émotion :

« Dans la science des mystères la douleur est sanctifiée : le « travail d'enfantement » rendant la douleur sacrée, - tout ce qui est devenir et croissance, tout ce qui garantit l'avenir nécessite la douleur… Pour qu'il y ait la joie éternelle de la création, pour que la volonté de vie s'affirme éternellement par elle-même il faut aussi qu'il y ait les « douleurs de l'enfantement »… Le mot Dionysos signifie tout cela : je ne connais pas de symbolisme plus élevé que ce symbolisme grec, celui des fêtes dionysiennes. Par lui le plus profond instinct de la vie, celui de la vie à venir, de la vie éternelle est traduit d'une façon religieuse, - la voie même de la vie, la procréation, comme la voie sacrée… Ce n'est que le christianisme, avec son fond de ressentiment contre la vie, qui a fait de la sexualité quelque chose d'impur : il jette de la boue sur le commencement, sur la condition première de notre vie… »

La seconde figure, Apollon, est l’œuvre de la raison qui tente de masquer la nature par la culture, en inventant des normes, des symétries, afin de célébrer l’idée du beau par une transformation esthétique des actes et du monde, plaisante à la vision.
Ces deux premières figures ont des expressions esthétiques qui leur sont propres :

« Que signifie les oppositions d'idées entre apollinien et dionysien, que j'ai introduites dans l'esthétique, toutes deux considérées comme des catégories de l'ivresse ? - L'ivresse apollinienne produit avant tout l'irritation de l'œil qui donne à l'œil la faculté de vision. Le peintre, le sculpteur, le poète épique sont des visionnaires par excellence. Dans l'état dionysien, par contre, tout le système émotif est irrité et amplifié : en sorte qu'il décharge d'un seul coup tous ses moyens d'expression, en expulsant sa force d'imitation, de reproduction, de transfiguration, de métamorphose, toute espèce de mimique et d'art d'imitation. »

L'une des premières formes d'art à laquelle Nietzsche se soit intéressé (dans La Naissance de la tragédie) est la tragédie, qui réunit l'apollinien et le dionysiaque.

### La tragédie
La tragédie grecque est pour Nietzsche l'expression d'un aspect essentiel de la culture grecque : le pessimisme de la force. À ce titre, elle témoigne d'une culture réussie jusqu'à un certain point, ce dont témoignent en particulier les philosophes Présocratiques.
La tragédie naît selon Nietzsche de l'orgiasme dionysiaque : extériorisations incompréhensibles des pulsions populaires. Les hommes sont en extase ; ils se sentent ensorcelés par le dieu.
La tragédie antique est l'accouplement de deux impulsions symbolisées par des dieux (Apollon et Dionysos) qui se combattent sans cesse.
Ces deux dieux s'expriment primitivement comme des forces de la nature qui se passent du travail de l'artiste. Elles jaillissent au sein du rêve et du délire. L'opposition de ces forces ne doit pas être exagérée : elles produisent des effets bien différents, mais possèdent quelques points communs. Dans les dernières œuvres de Nietzsche, ces forces semblent même être absorbées dans le seul élément dionysiaque, au point que certains commentateurs ont pu soutenir que le dionysiaque était l'élément originel dont l'apollinien est seulement dérivé.
Apollon est le dieu brillant, prophète, qui représente les arts plastiques, le rêve, la belle apparence, le plaisir des formes. Cette beauté de l'apparence n'exclut pas la représentation de sentiments déplaisants. Mais le caractère esthétique qui s'en dégage embellit la vie, et encourage les hommes à vivre. C'est là pour Nietzsche son aspect nécessaire : sans Apollon, la vie ne serait pas digne d'être vécue.
L'esthétique d'Apollon est la mesure, le calme de la sagesse, la grâce. Au milieu des tempêtes de l'existence, l'aspect solaire et paisible d'Apollon est sublime.
Dionysos est l'ivresse, ivresse des narcotiques, du printemps qui abolit la subjectivité des fous de Dionysos. Dionysos est la volupté de la nature spontanément surabondante. Le principe dionysiaque dissout l'individualité et permet à l'homme de renouer avec la nature et l'humanité : c'est le mystère de l'Un originaire qui ensorcelle tous les êtres et les font danser tous ensemble. L'homme devient l'œuvre d'art d'un dieu.

« La psychologie de l'orgiasme comme d'un sentiment de vie et de force débordante, dans les limites duquel la douleur même agit comme stimulant, m'a donné la clef pour l'idée du sentiment tragique, qui a été méconnu tant par Aristote que par nos pessimistes. La tragédie est si éloignée de démontrer quelque chose pour le pessimisme des Hellènes au sens de Schopenhauer qu'elle pourrait plutôt être considérée comme sa réfutation définitive, comme son jugement. L'affirmation de la vie, même dans ses problèmes les plus étranges et les plus ardus ; la volonté de vie, se réjouissant dans le sacrifice de ses types les plus élevés, à son propre caractère inépuisable - c'est ce que j'ai appelé dionysien, c'est en cela que j'ai cru reconnaître le fil conducteur vers la psychologie du poète tragique. »

### Décadence de la tragédie
La tragédie est morte tragiquement ; son agonie a nom Euripide. Celui-ci a en commun avec les poètes de la nouvelle comédie, de faire entrer le spectacle de la vie quotidienne sur la scène. Alors que les anciennes tragédies représentaient les héros dont l'idéalisation élève l'âme du spectateur, la tragédie d'Euripide représente le commun, le bas, elle est un miroir rhétorique de la vie des spectateurs qui s'y contemplent. Ainsi Euripide a-t-il popularisé la tragédie, en faisant parler le peuple : 

« J'ai introduit sur la scène des choses domestiques, qui sont usuelles et familières. »

Il croyait ainsi lutter contre la décadence de la tragédie, qui, selon Nietzsche, était en réalité déjà morte. Fort de cette croyance, il crût que l'effet de l'art n'était pas adapté au public athénien. Il conçut alors une forme d'art, comme la loi d'une esthétique rationaliste : Tout doit être de l'ordre de l'entendement pour que tout puisse être entendu. Euripide envisage ainsi de manière critique toutes les parties de l'art : le mythe, la structure dramatique, la musique, la langue, etc.
Par exemple, Euripide dévoile toute l'intrigue dans le prologue de ses pièces, contrairement à Eschyle et Sophocle, qui, dans les premières scènes, font subtilement comprendre aux spectateurs ce qui doit se produire.
Ainsi Euripide est-il le premier dramaturge à concevoir une esthétique consciente : « Tout doit être conscient pour être beau », principe qui le fait proche de Socrate. La décadence de la tragédie s'exprime dans les pièces d'Euripide, ami de Socrate, dont on rapporte qu'il aida le dramaturge pour la composition de ses œuvres. Or Socrate fut, dans la tragédie, et dans le drame musical en général, l'élément de sa dissolution. Socrate est selon Nietzsche un personnage anti-tragique.
Nietzsche discerne plusieurs traits de l'évolution de la tragédie qui en montrent la décadence : 
- l'érudition, le savoir conscient : l'art perd son impulsion dionysiaque. L'équilibre de la lutte tragique est rompu ;
- le spectacle devient un jeu d'échecs, une intrigue bourgeoise, où le raisonnement et l'examen sont introduits :

« De tels sentiments, c'est pourtant moi qui les inculquai à ceux-ci, en introduisant dans l'art le raisonnement et l'examen ; si bien que désormais on sait concevoir toutes choses, distinguer, et notamment tenir sa maison, ses champs et son bétail mieux qu'auparavant en y regardant bien : « Comment va cette affaire ? Pourquoi ? À quoi bon ? Qui ? Où ? Comment ? Quoi ? Qui m'a pris cela ? » »

- la rhétorique l'emporte sur le dialogue : les personnages deviennent bavards et artificiels ;
- la dialectique envahit les héros de la scène : Euripide se fait le porte parole de Socrate, le fait monter sur scène (Socrate c'est la dialectique) ;
- l'esprit de la musique est perdu ;
- Euripide introduit le spectateur dans la tragédie, l'homme du quotidien, bas et vulgaire.

### Physiologie de l'art
Les thèses de Nietzsche sur l'origine de l'art sont parfois d'ordre physiologique :

« Pour qu'il y ait de l'art, pour qu'il y ait une action ou une contemplation esthétique quelconque, une condition physiologique préliminaire est indispensable : l'ivresse. Il faut d'abord que l'ivresse ait haussé l'irritabilité de toute la machine : autrement l'art est impossible. Toutes les espèces d'ivresses, fussent-elles conditionnées le plus diversement possible, ont puissance d'art : avant tout l'ivresse de l'excitation sexuelle, cette forme de l'ivresse la plus ancienne et la plus primitive. De même l'ivresse qui accompagne tous les grands désirs, toutes les grandes émotions ; l'ivresse de la fête, de la lutte, de l'acte de bravoure, de la victoire, de tous les mouvements extrêmes ; l'ivresse de la cruauté ; l'ivresse de la destruction, l'ivresse sous certaines influences météorologiques, par exemple l'ivresse du printemps, ou bien sous l'influence des narcotiques ; enfin l'ivresse de la volonté, l'ivresse d'une volonté accumulée et dilatée. - L'essentiel dans l'ivresse c'est le sentiment de la force accrue et de la plénitude. Sous l'empire de ce sentiment on s'abandonne aux choses, on les force à prendre de nous, on les violente, - on appelle ce processus : idéaliser. »

#### Physiologie du beau
L'art naît d'un sentiment d'ivresse, d'une excitation communicative. Ces états physiologiques et psychiques n'ont pas de liens nécessaires avec le beau. Cela n'empêche pas de faire une physiologie de la beauté et de la laideur :

« Rien n'est beau, il n'y a que l'homme qui soit beau : sur cette naïveté repose toute esthétique, c'est sa première vérité. Ajoutons-y dès l'abord la deuxième : rien n'est laid si ce n'est l'homme qui dégénère, - avec cela l'empire des jugements esthétiques est circonscrit. - Au point de vue physiologique, tout ce qui est laid affaiblit et attriste l'homme. Cela le fait songer à la décomposition, au danger, à l'impuissance. Il y perd décidément de la force. On peut mesurer au dynamomètre l'effet de la laideur. »

### L'affirmation de la vie par l'art
D'une manière générale, Nietzsche prône l'affirmation de la vie, une affirmation totale et joyeuse de la vie (c'est-à-dire une affirmation du plaisir et de la souffrance), même dans tout ce qu'elle a de problématique et d'inquiétant, jusque dans ses recoins les plus dangereux.
Par art, il ne faut pas entendre seulement les œuvres d'art, mais, d'une manière générale, ce qui, en l'homme, tend à créer des formes, et à préférer la jouissance de la superficie et de l'illusion. En ce sens, l'art s'oppose à la science, et, dans une moindre mesure, à la philosophie, bien que ces deux dernières activités possèdent également une dimension esthétique. Pour comprendre la force affirmative de l'art, il faut comprendre que notre vie, dans les moindres de ses aspects, tient plus de l'illusion, du rêve et du mensonge, que de la « vérité » :

« O sancta simplicitas ! Quelle singulière simplification, quel faux point de vue l'homme met dans sa vie ! On ne peut pas assez s'en étonner quand une fois on a ouvert les yeux sur cette merveille ! Comme nous avons tout rendu clair, et libre, et léger autour de nous ! Comme nous avons su donner à nos sens le libre accès de tout ce qui est superficiel, à notre esprit un élan divin vers les espiègleries et les paralogismes ! Comme, dès l'abord, nous avons su conserver notre ignorance pour jouir d'une liberté à peine compréhensible, pour jouir du manque de scrupule, de l'imprévoyance, de la bravoure et de la sérénité de la vie, pour jouir de la vie ! Et c'est seulement sur ces bases, dès lors solides et inébranlables de l'ignorance, que la science a pu s'édifier jusqu'à présent, la volonté de savoir sur la base d'une volonté bien plus puissante encore, la volonté de l'ignorance, de l'incertitude, du mensonge ! »

## L'écrivain compositeur

### Production erratique
Nietzsche était un excellent pianiste et improvisateur, auprès de son entourage d'époque. Il écrivit une quarantaine de pièces musicales, pour l'essentiel entre treize et vingt et un ans, de 1857 à 1865.
En 1882, Nietzsche fait la connaissance de Lou Salomé, qui est déterminante dans son évolution intellectuelle. Il compose un lied sur un de ses poèmes, Gebet an das Leben (Hymne à la vie), et écrit à Felix Mottl :

« Je souhaite que cette musique devienne le complément de la parole du philosophe qui, comme tout ce qui est exprimé, doit nécessairement rester ambigu. Ce qui sous-tend ma philosophie, sur le plan émotif, trouve son expression dans cet hymne. »

Nietzsche envoya la transcription pour chant et orchestre, arrangé par son ami Heinrich Köselitz en 1887, Hymnus an das Leben à Hans Guido von Bülow, alors célèbre chef d'orchestre ; qui lui répondit : « Votre méditation, du point de vue musical, n'a d'autre valeur que celle d'un crime dans l'ordre moral. » Elle lui évoque « un lendemain de bacchanale, plutôt que la bacchanale elle-même ».

### La voie au philosophe
Écrit-il, tandis qu'il s'affranchit de Richard Wagner qui fut son grand modèle avec Arthur Schopenhauer avant de les condamner tous les deux comme forces extinctives de la vie. Nietzsche libéré de son surmoi de compositeur fit alors l'apologie de Gioachino Rossini, Vincenzo Bellini et, ironiquement, de Georges Bizet, « Carmen me délivre », pour se moquer de Wagner. Désormais, « il faut méditerraniser la musique », entreprise qui prit fin dans une rue de Turin en 1889, qui vit Nietzsche s’effondrer, aphasique devant un cheval sévèrement battu par son cocher,.

## Réception de la pensée de Nietzsche

### Les falsifications
Les textes de Nietzsche ont subi de nombreuses manipulations, et ont été utilisés de manières fort diverses avant d'être édités de façon plus exacte et complète par Giorgio Colli et Mazzino Montinari.

## Sources de la pensée nietzschéenne
Nietzsche cite peu les auteurs qui l'inspirent ou auxquels il s'oppose, et la recherche des lectures qui ont pu avoir une influence sur sa pensée est un domaine à part entière des études nietzschéennes. Pour certains commentateurs (comme Mazzino Montinari ou Barbara Stiegler, dans Nietzsche et la biologie), il est difficile de comprendre toute l'importance des thèses de Nietzsche, si l'on ignore de quoi s'est nourrie sa philosophie et dans quel contexte intellectuel elle prend place.
Nietzsche avait une intense activité de lecture et connaissait, directement ou indirectement, les auteurs, penseurs, scientifiques et artistes majeurs de son temps. Ses lectures sont très étendues et il faisait lui-même remarquer dans une lettre à Jacob Burckhardt, à l'occasion de la parution de Par-delà bien et mal, qu'une vaste culture était nécessaire pour saisir et juger la valeur de cette œuvre.
La bibliothèque de Nietzsche, dont un premier catalogue a été établi dès 1896 par Rudolf Steiner, reflète cet appétit de lectures. On peut citer pour exemples quelques-uns des auteurs qu’il lut dans sa jeunesse : Goethe, Adalbert Stifter, Ludwig Feuerbach, David Strauss, Ralph Waldo Emerson (les Essais, dont La Confiance en soi dont on retrouve des influences dans Schopenhauer éducateur), Lord Byron (Manfred), Hölderlin, Schopenhauer (Le Monde comme Volonté et comme Représentation).
À titre d'exemple, il est probable que l'aphorisme bien connu de Nietzsche « appris à l'école de guerre de la vie : ce qui ne me tue pas me rend plus fort » (Le Crépuscule des idoles, 1888) ait été inspiré par cette phrase de Ralph Waldo Emerson que l'on retrouve dans ses Essais de philosophie américaine (1841-1844) au chapitre « Compensation » : « En général, tout mal auquel nous ne succombons pas est pour nous un bienfaiteur ».

## Œuvres

### Liste des œuvres principales
- La Naissance de la tragédie (Die Geburt der Tragödie) (1871 - janvier 1872)
- Vérité et mensonge au sens extra-moral (Über Wahrheit und Lüge im außermoralischen Sinn) (1873)
- Considérations inactuelles (Unzeitgemässe Betrachtungen) (1873 - 1876)
  - I David Strauss, sectateur et écrivain (David Strauß, der Bekenner und der Schriftsteller) (1873)
  - II De l'utilité et de l'inconvénient des études historiques pour la vie (1874)
  - III Schopenhauer éducateur (Schopenhauer als Erzieher) (1874)
  - IV Richard Wagner à Bayreuth (Richard Wagner in Bayreuth) (1876)
- Humain, trop humain (Menschliches, Allzumenschliches)
  - I. (1878)
  - II. Opinions et sentences mêlées (Vermischte Meinungen und Sprüche) (1879) ; Le Voyageur et son ombre (Der Wanderer und sein Schatten) (1880)
- Aurore (Morgenröte) (1881)
- Le Gai Savoir (Die fröhliche Wissenschaft) (1882 et 1887)
- Ainsi parla [ou parlait] Zarathoustra (Also sprach Zarathustra), (1885)
- Par-delà le bien et le mal (Jenseits von Gut und Böse) (1886)
- Généalogie de la morale (Zur Genealogie der Moral) (1887)
- Le Cas Wagner (Der Fall Wagner) (1888)
- Crépuscule des idoles (Götzen-Dämmerung) (1888, publié en janvier 1889)
- Nietzsche contre Wagner (Nietzsche contra Wagner) (publié en février 1889)
- L'Antéchrist (Der Antichrist) (1888, publié en novembre 1894)
- Ecce homo (1888, publié en avril 1908)

### Compilations des cahiers de Nietzsche
- Fragments posthumes (1854 - 1889). Publication scientifiquement fiable des cahiers par ordre chronologique éditée par G. Colli et M. Montinari.
- La Volonté de puissance (Der Wille zur Macht. Versuch einer Umwertung aller Werte, La Volonté de puissance. Essai d'inversion de toutes les valeurs.) est un projet de livre que Friedrich Nietzsche, a abandonné à la fin de l'année 1888. Les livres publiés sous le titre de La Volonté de puissance sont des compilations des fragments posthumes de Nietzsche présentées comme son œuvre principale, mais considérées aujourd'hui comme des falsifications opérées par sa sœur.

### Éditions

#### Philosophie
L'édition qui fait actuellement référence (et qui contient les fragments posthumes, notamment ceux destinés à la Volonté de puissance) :
- Werke. Kritische Gesamtausgabe (abréviation : KGW), hg. von Giorgio Colli und Mazzino Montinari. Berlin und New York 1967.
- Sämtliche Werke, Kritische Studienausgabe in 15 Bänden (abréviation : KSA), hg. von Giorgio Colli und Mazzino Montinari. München und New York 1980.  (ISBN 3-423-59044-0).
- (fr) Traduction française : Friedrich Nietzsche, Œuvres philosophiques complètes, 14 tomes, en 18 volumes[162] (abréviation : FP), Gallimard, 1967-1997.
- La Vision dionysiaque du monde (traduit et présenté par Lionel Duvoy), Paris, Allia, 2004, 5e éd., 80 p. (ISBN 979-10-304-0111-0)

#### Philologie
- (fr) Écrits philologiques, traduction, introductions et notes d’Anne Merker, en douze volumes, Les Belles Lettres, 2019-2023. Volumes parus : IV Homère et la philologie classique, Encyclopédie de la philologie classique, 2022 ; V La joute d’Homère et Hésiode, 2024 ; VIII, Platon, 2019 ; X, Rhétorique, 2020 ; XI, Histoire de la littérature grecque, 2021.

#### Poésie
- (de) & (fr) Poèmes complets, texte et traduction nouvelle intégrale, introduction et annotation par Guillaume Métayer, collection Bibliothèque allemande, Les Belles Lettres, 2019.

## Correspondance
- Friedrich Nietzsche, Correspondance, textes établis par Giorgio Colli et Mazzino Montinari, traduction en français, 1986-2023, Gallimard. Contient 2853 lettres de Nietzsche.
  - Tome I, juin 1850 - avril 1869, traduction d'Henri-Alexis Baatsch, Jean Bréjoux et Maurice de Gandillac, 1986. Contient 634 lettres de Nietzsche.  (ISBN 2-07-070594-3).
  - Tome II, avril 1869 - décembre 1874, traduction de Jean Bréjoux et Maurice de Gandillac, 1986. Contient 414 lettres de Nietzsche.  (ISBN 2-07-070595-1).
  - Tome III, janvier 1875 - décembre 1879, traductions et notes sous la responsabilité de Jean Lacoste, 2008. Contient 519 lettres de Nietzsche (no 412 à no 922).  (ISBN 978-2-07-012040-6).
  - Tome IV, janvier 1880 - décembre 1884, traductions et notes sous la responsabilité de Jean Lacoste, 2015. Contient 579 lettres de Nietzsche.  (ISBN 978-2-07-012623-1).
  - Tome V, janvier 1885 - décembre 1886, traductions et notes sous la responsabilité de Jean Lacoste, 2019. Contient 222 lettres de Nietzsche.  (ISBN 978-2-07-277209-2)
  - Tome VI,  janvier 1887 - janvier 1889, trad. de l'allemand et annotations de Jean Lacoste, 2023. Contient 485 lettres de Nietzsche.  (ISBN 978-2-07-285238-1)